# Architettura cistercense

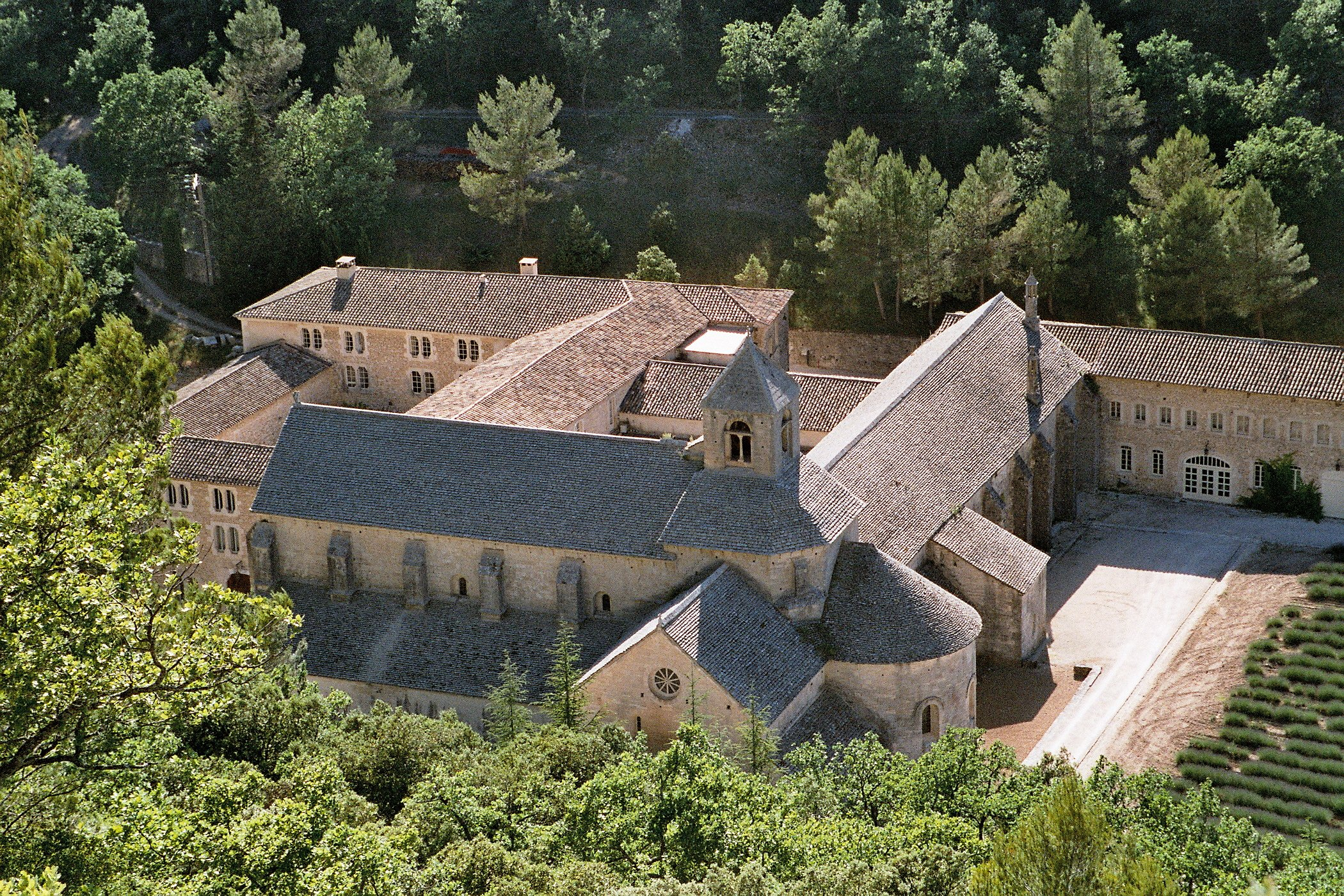
L'abbazia di Sénanque

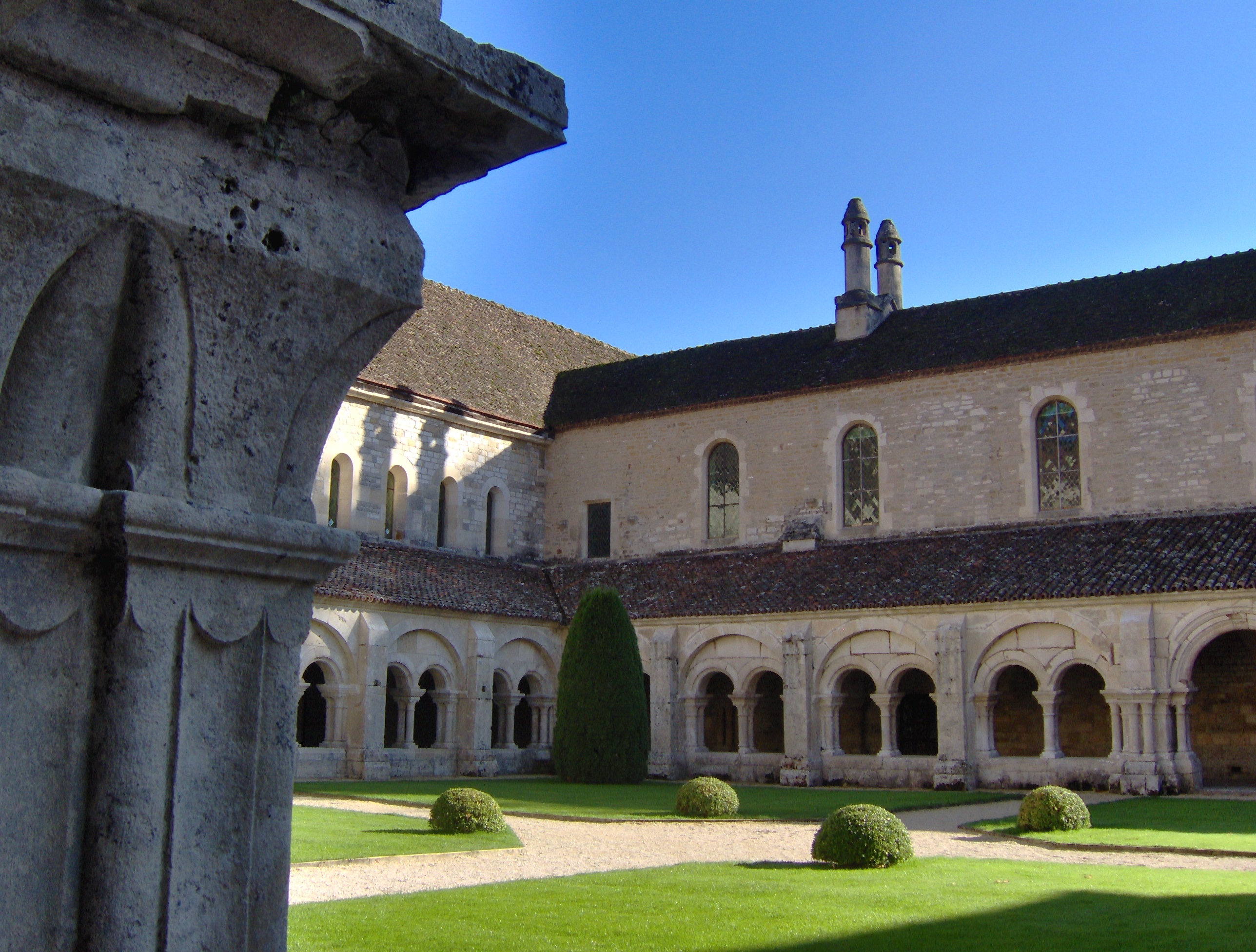
Chiostro dell'abbazia di Fontenay.

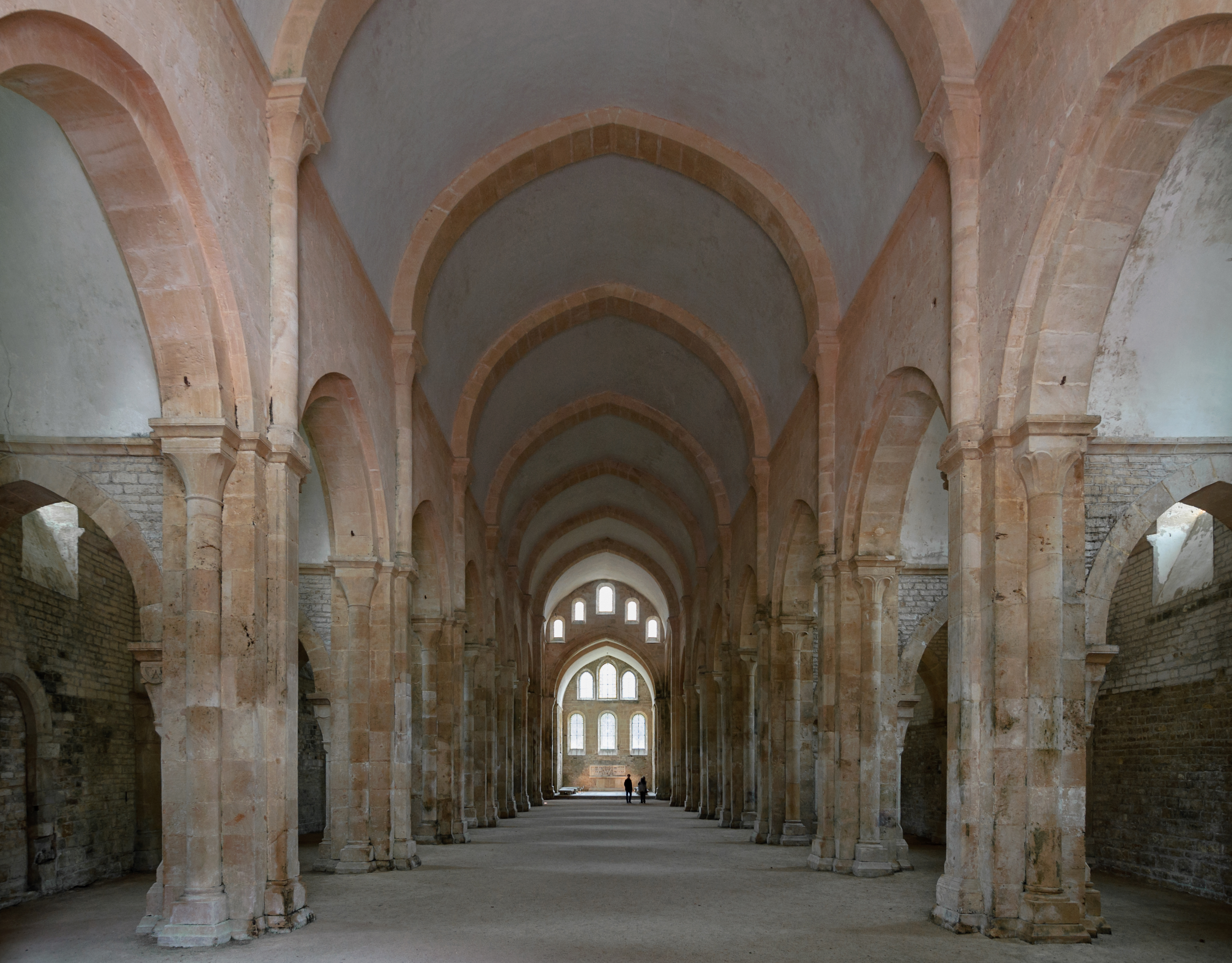
Chiesa dell'abbazia di Fontenay.

Si denomina architettura cistercense quella sviluppata dai monaci cistercensi nella costruzione delle loro abbazie a partire dal XII secolo, momento dell'espansione iniziale di questo ordine religioso. L'ordine cistercense nacque come una riforma di quello cluniacense, con il desiderio di eliminare tutto il peso che esercitavano nella vita temporale. Per questo cercano il deserto come  luogo di collocazione per i loro monasteri. Ma la verità è che l'organizzazione perfetta del lavoro sarebbe terminata in ricchezza, e l'ordine sarebbe stato vittima del difetto che aveva censurato in origine.
Le costruzioni dell'architettura cistercense prescindono dagli ornamenti, in consonanza con i precetti di rigoroso ascetismo e povertà del suo ordine, conseguendo spazi concettuali, netti e originali. Il suo stile si iscrive nella fine del romanico, con elementi del gotico iniziale, quello che si è chiamato "stile di transizione".
L'ordine, seguendo la Regola benedettina, osserva l'isolamento e la clausura, per cui quest'arte si sviluppa in costruzioni interne per l'uso dei monaci: chiesa, chiostro, refettorio o sala capitolare. Questi ambienti si trovano disposti generalmente nella stessa maniera.
L'espansione dell'ordine fu diretta dal Capitolo Generale, integrato da tutti gli abati, applicando un programma prestabilito nella costruzione dei nuovi monasteri. Il risultato fu una grande uniformità nelle abbazie di tutta Europa.
La sua figura decisiva fu Bernardo di Chiaravalle. Pianificò e diresse il disegno iniziale (Chiaravalle II, a partire dal 1135), influì sul programma dell'ordine e partecipò attivamente alla costruzione di nuove abbazie. Alla sua morte nel 1153, l'ordine ne aveva fondate 343.
In Italia vi sono notevoli costruzioni cistercensi, che permangono molto ben conservate.

## Storia dell'ordine e della sua architettura
|                                     |
| San Gallo e Clairvaux (Chiaravalle) |

### Antefatti
Nel Medioevo, il monachesimo in Occidente andò evolvendo e perfezionando la propria organizzazione. I fatti più significativi furono:
- Nel 529 san Benedetto da Norcia fondò il monastero di Montecassino, origine dell'Ordine dei benedettini.
- Successivamente, nell'anno 540, san Benedetto da Norcia scrisse una Regola per i suoi monaci, la Regula monasteriorum (Regola dei monasteri), che disciplina la giornata del monaco in forma rigida e dovendo ubbidienza all'abate. Questa regola fu osservata dalla maggioranza dei monasteri nell'Età Media.
- Nell'816 Benedetto d'Aniane promosse una riforma monacale appoggiata da Ludovico il Pio, figlio di Carlo Magno, che comportò l'unificazione sotto la regola di Benedetto da Norcia di tutti i monasteri dell'Impero carolingio.
- Nel corso del 909, Guglielmo I, duca di Aquitania, donò terre per la fondazione dellordine benedettino di Cluny, sotto la dipendenza del Papa, per evitare le ingerenze dei signori feudali. Prevalse la celebrazione grandiosa della liturgia che corrispondeva a chiese di grande splendore. Arrivò ad avere 2.000 priorati autonomi sottomessi all'ubbidienza e al governo comune dell'abate di Cluny, che era eletto liberamente dai monaci.
- Nel 1098 Roberto di Molesme fondò l'ordine benedettino dei cistercensi. Si arrivarono a fondare 754 abbazie, ognuna con un abate indipendente.

Architettonicamente, l'eredità che ricevettero i cistercensi, e che adattarono alla loro dottrina, si riassume di seguito.
- Nell'Età Media, l'architettura di chiese e monasteri cercava di trasmettere la preponderanza della vita eterna promessa nel cristianesimo, per cui fu un riferimento costante la descrizione della Gerusalemme celeste, dell'Apocalisse di Giovanni:

...e mi mostrò la città santa, Gerusalemme, che scendeva dal cielo, da Dio,.. Il suo splendore è simile a quello di una gemma preziosissima, come pietra di diaspro cristallino. La città è cinta da un grande e alto muro con dodici porte... La città è a forma di quadrato, la sua lunghezza è uguale alla larghezza... la lunghezza, la larghezza e l'altezza sono eguali... Le mura sono costruite con diaspro e la città è di oro puro, simile a terso cristallo...
- Questa forte simbologia si rifletté nei monasteri nella ricerca di una città di Dio ideale, basata sull'organizzazione in quadrati delle distinte zone. Nel monachesimo carolingio si tradusse nella pianta del monastero di San Gallo, che servì da modello per la costruzione di monasteri in tutto il Sacro Romano Impero e la cui pianta è la più antica che si conservi sull'architettura monacale (IX secolo). Il monastero si dispose a partire dalla clausura, che in seguito passò a diventare il centro di tutti i monasteri. Anche Cluny si basò sulla distribuzione di San Gallo. Anche Cîteaux accettò l'essenziale di questa distribuzione. Confrontando le piante di Chiaravalle II, primo grande monastero cistercense, e di San Gallo, si dimostra in ambedue i casi quanto segue: le chiese sono orientate est-ovest; i chiostri sono addossati alla chiesa; l'ala est del chiostro si destina ad ambienti per i monaci; l'ala sud del chiostro a refettorio e cucina; l'ala ovest a magazzini.

|                                 |
| Payerne (1050) e Vézelay (1138) |

- L'architettura cistercense sorse nell'epoca finale del romanica nella zona di influenza della Contea di Borgogna e di Cluny. I suoi costruttori raccolsero le novità del secolo anteriore, pieno di innovazioni architettoniche: la pietra in apparecchiatura e le volte di pietra che avevano sostituito quelle di legno che si incendiavano con facilità. In varie chiese romaniche della zona si apprezzano le forme costruttive che poi impiegarono i cistercensi:
  - La chiesa del monastero di Payerne, terminata di costruire nel 1050, riuniva tutte le novità accumulate dai cluniacensi e si è conservata fino al presente senza modificazioni. Si osservano le ghiere della volta a botte che continuano nell'alzato fino al suolo. L'abside ha due file di finestre che danno molta luce alla navata centrale.
  - Ancy-le-Duc era un priorato che fu terminato al principio del XII secolo. La sua pianta era simile a Cluny II: tre navate, un transetto e cinque absidi. Il suo alzato ha pilastri cruciformi con paraste circolari inglobate su quattro lati, alcune  continuano fino alla volta e le altre sviluppano gli archi laterali del muro della navata centrale (modello usato posteriormente dai cistercensi). La volta della navata centrale, allo stesso modo di quelle laterali, fu coperta con volte a crociera, potendo, grazie a ciò, illuminare la navata centrale con grandi finestroni. La chiesa di Vézelay fu costruita nella stessa forma di Ancy-le-Duc e nel disegno si possono apprezzare questi dettagli.

### Le origini dell'ordine
Le origini dell'Ordine cistercense furono narrate da santo Stefano Harding, terzo abate dell'ordine, nel Piccolo Esordio ("Exordium Parvum"):
- L'anno 1073, Roberto di Molesme, monaco benedettino, fondò una nuova abbazia a Molesme cercando un ascetismo rigoroso. Molesmes perse il rigore iniziale e divenne una ricca abbazia con 35 priorati che le dovevano obbedienza.
- Nel 1098, Roberto e vari monaci escono da Molesme, scontenti della mancanza di osservanza della Regola di san Benedetto, per fondare un nuovo monastero a Cîteaux (in latino chiamata Cistercium) dove adempiere più strettamente la regola, facendo nascere l'Ordine cistercense.
- Respinsero le decime, il sistema tradizionale del mantenimento dei monachesimi feudali.
- Era proibito avere rapporti con donne: Per nessuna causa... ci permesso a noi o ai nostri conversi di convivere con donne... né per conversare, allevare... né... per lavare i panni... Non si permetta alle donne di alloggiare dentro il recinto delle fattorie, né di oltrepassare la porta del monastero. (nell'Esordio di Cîteaux e Riassunto della Carta di Carità).

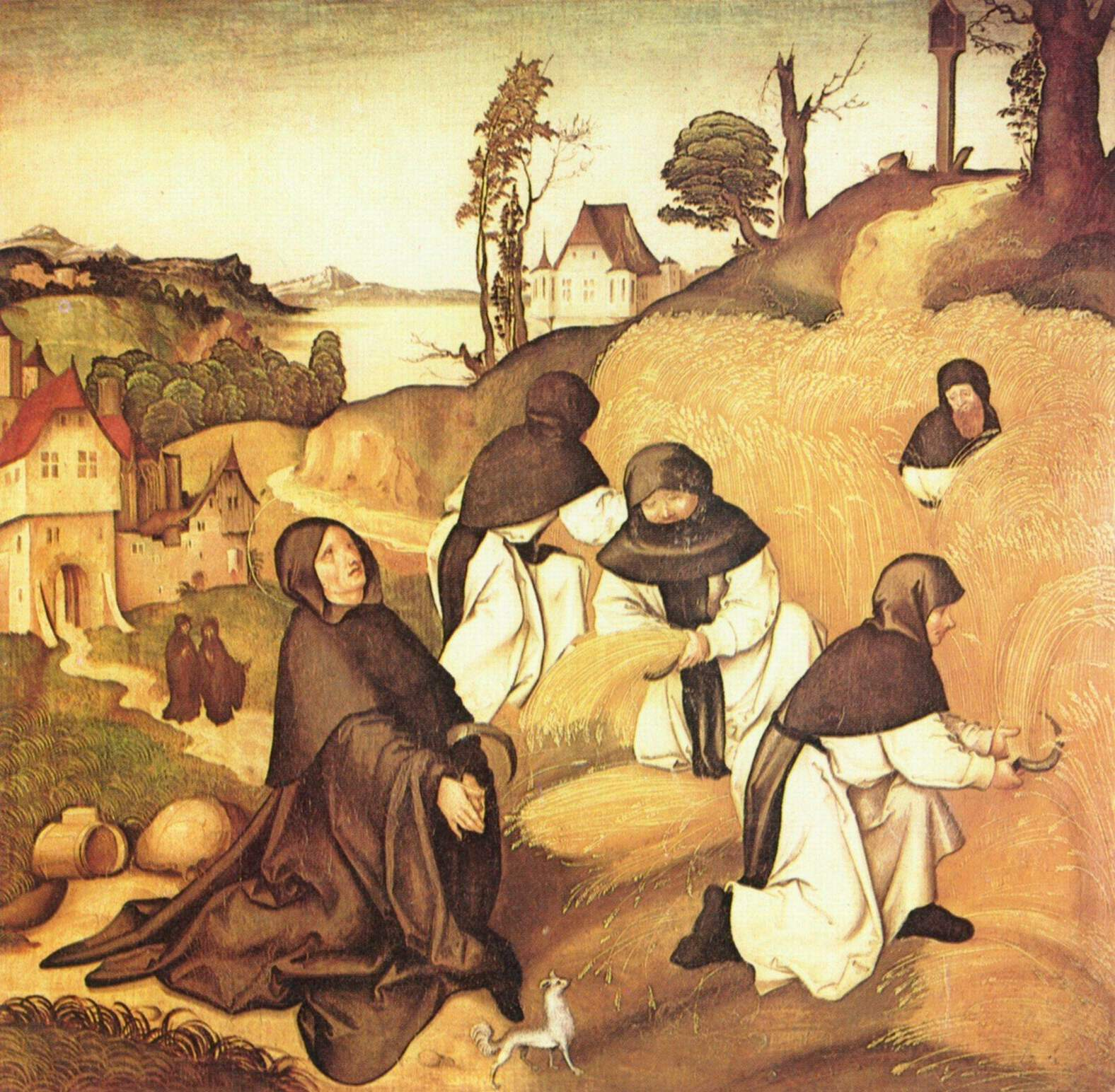
Conversi che mietono. Coltivano grano, orzo, avena e segale.

- Sulla forma per amministrarsi e sulle nuove fondazioni, si narra nel Piccolo Esordio': ... dovrebbero ammettere... conversi laici che... sarebbero trattati... come loro, eccetto il monachesimo; anche giornalieri, poiché senza aiuto non vedevano possibile... il compimento  esatto... dei precetti della Regola. Al medesimo fine credettero doversi fare  con le terre... pensarono anche ad acquistare dighe e canali per aprire mulini da macina che facilitassero le spese domestiche e la pesca; e inclusero l'allevamento di greggi e altri animali utili alle loro esigenze... e siccome avevano stabilito coltivazioni agricole in diversi luoghi, decisero che fossero i conversi coloro che se ne occupavano, e non i monaci, perché, secondo la Regola, questi devono rimanere nei loro chiostri... Inoltre... san Benedetto costruì i suoi monasteri... in luoghi appartati... promisero essi di fare lo stesso; e siccome egli inviava dodici monaci, oltre all'abate, nei monasteri che fondava, essi decisero di imitare il suo esempio.

Le prime quattro abbazie che furono fondate e che ebbero molta importanza nello sviluppo posteriore dell'ordine furono: La Ferté nel 1113, Pontigny nel 1114, Morimond e Chiaravalle nel 1115. La forma di espandersi per filiazione tra abbazie fu stabilita nella Carta di carità e unanimità, scritta da Stefano Harding nel 1119 e approvata nel Capitolo Generale dell'ordine. Così, l'abbazia fondatrice riceve il nome di "madre" e il suo abate di "padre"; da parte sua, la nuova abbazia si chiama "figlia" e il suo abate riceve il nome di "figlio". L'abate padre tutela l'abate figlio mediante una relazione paterno-filiale.
In questi primi tempi, le costruzioni erano semplici, di legno e di adobe, non di pietra.

### L'espansione durante la vita di Bernardo di Chiaravalle

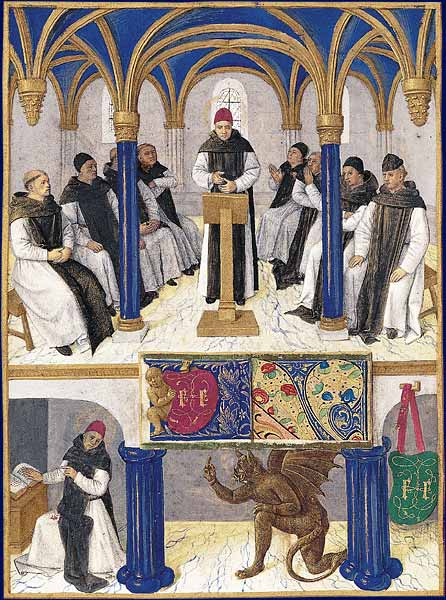
Nella Sala Capitolare, san Bernardo e i suoi monaci. Jean Fouquet, Museo Condé, Chantilly.

L'anno 1115, san Bernardo fu inviato da Stefano Harding a fondare Clairvaux (Chiaravalle), della quale fu abate fino alla sua morte nel 1153. Bernardo fu molto influente nel suo secolo, consigliere di papi e re, e attirò nell'ordine molte vocazioni e donazioni.
Nel 1135, Bernardo aveva bisogno di alloggiare più monaci e decise di costruire Clairvaux (Chiaravalle) II, la prima grande abbazia di stile cistercense. Lo fece in pietra al fine di renderla duratura. L'ascetismo e povertà dell'ordine si rifletterono nella semplicità delle forme della sua architettura, evitando tutto il superfluo. Della costruzione originale resta solo un edificio con la bottega al piano terra e il dormitorio dei conversi al primo piano.
Fu intorno al 1139, che si cominciò la costruzione dell'abbazia di Fontenay, filiale di Clairvaux. Bernardo partecipò attivamente alla sua costruzione. Attualmente si trova in buono stato di conservazione ed è riconosciuta come una delle migliori costruzioni cistercensi.
Queste prime abbazie si costruirono nello stile romanico borgognone, che aveva raggiunto tutta la sua pienezza (volta a botte a sesto acuto e volta a crociera). Nel 1140, sorge lo stile gotico nella benedettina abbazia di Saint-Denis. I cistercensi accettarono rapidamente alcuni concerti del nuovo stile e incominciarono a costruire nei due stili, essendo frequenti le abbazie dove convivono ambienti romanici e gotici della stessa epoca. Con il passare del tempo, il romanico si abbandonò.
L'influenza di Bernardo nell'espansione dell'ordine fu decisiva. Aiutato dal Papa e dai vescovi, da donazioni di re e nobili, le 5 abbazie dal 1115 passarono a 343 nell'anno 1153, data della morte del santo. L'espansione più vertiginosa si produsse tra il 1129 e il 1139, sorgendo problemi per mantenere lo spirito dell'ordine e per controllare le nuove abbazie mediante il sistema di filiazione.

### Sviluppo posteriore a Bernardo di Chiaravalle
L'influenza e l'espansione dell'ordine continuarono, diretta principalmente verso l'Europa centrale, l'Inghilterra, l'Irlanda, l'Italia e la Spagna. I cistercensi diffusero il gotico francese in questi paesi, attraverso i suoi nuovi monasteri.
Alla fine del XIII secolo, le filiazioni di Clairvaux arrivarono a 350 monasteri, Morimond intorno a 200, Clairvaux circa 100, Pontigny intorno a 40 e La Ferté 20.
La Guerra dei cent'anni (1337-1453) tra Inghilterra e Francia diede origine a un periodo oscuro, e disordini e atti di vandalismo danneggiarono estremamente la campagna. Approssimativamente, 400 abbazie cistercensi si videro molto colpite da atti di saccheggio e distruzione.

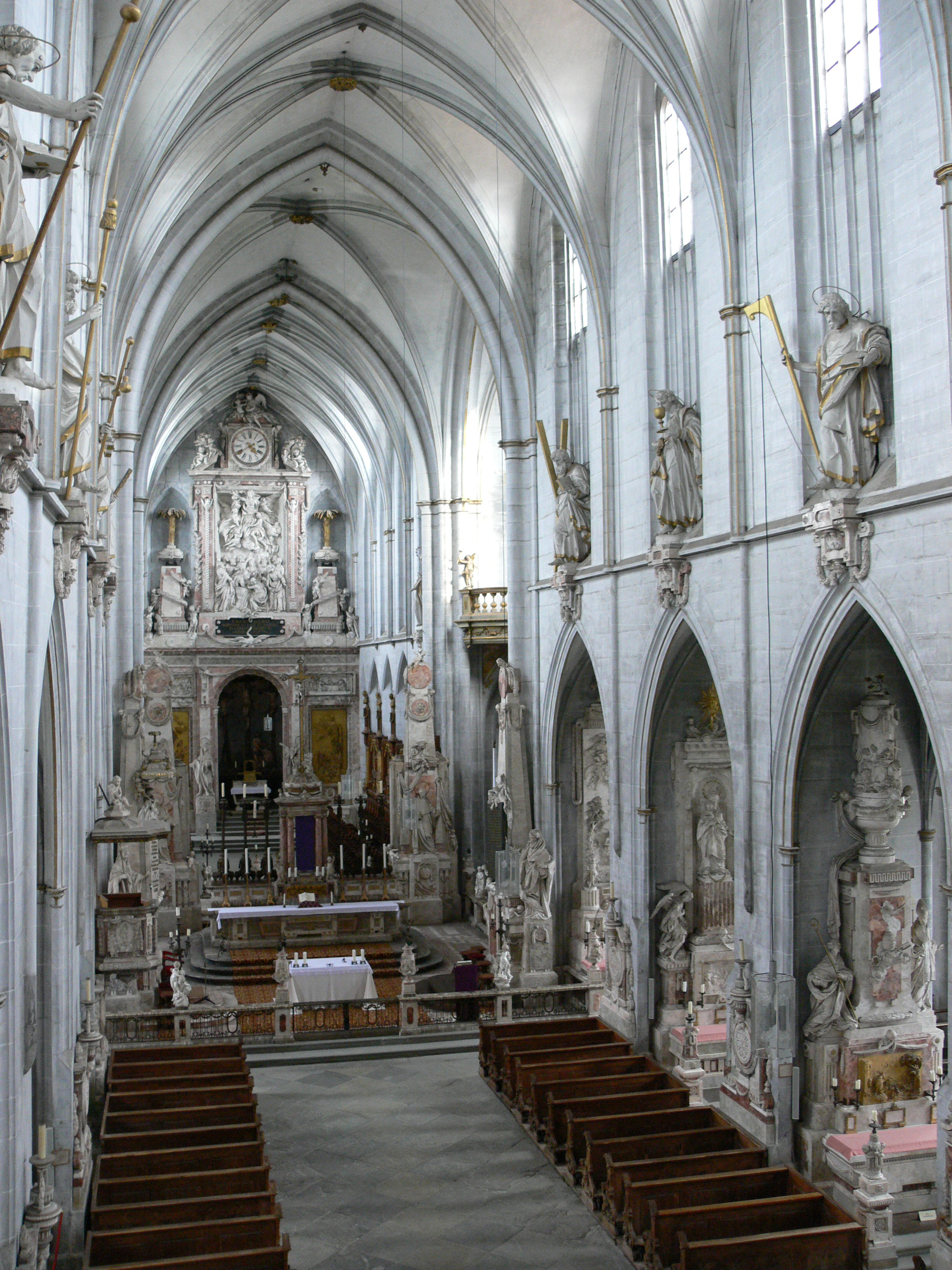
Chiesa barocca di Salem.

Parallelamente, lo Scisma d'Occidente (1378-1417), dove furono nominati due Papi diversi a Roma e Avignone, divise le abbazie in partigiane dell'uno e dell'altro. Furono obbligati a dividersi in Capitoli nazionali, frammentandosi l'ordine in varie congregazioni distinte e scomparendo l'uniformità sua e della sua architettura comune.
La Riforma protestante di Martin Lutero (1517) e la Riforma anglicana di Enrico VIII (1531) soppressero l'ordine in Germania e Inghilterra, rispettivamente. In entrambi i casi si confiscarono le abbazie.
Il Concilio di Trento (1545-1563) e la Controriforma cattolica giustificarono che attraverso l'architettura, la pittura e la scultura si arrivasse a impressionare i credenti; si raccomandarono gli ornamenti e di dimostrare la grandiosità della Chiesa di Roma. Tutto ciò diede origine al Barocco. Nel XVIII secolo, i cistercensi dell'Europa centrale aggiustarono il loro programma alle nuove direttrici del Concilio e costruirono abbazie barocche.

## L'estetica dell'Ordine cistercense

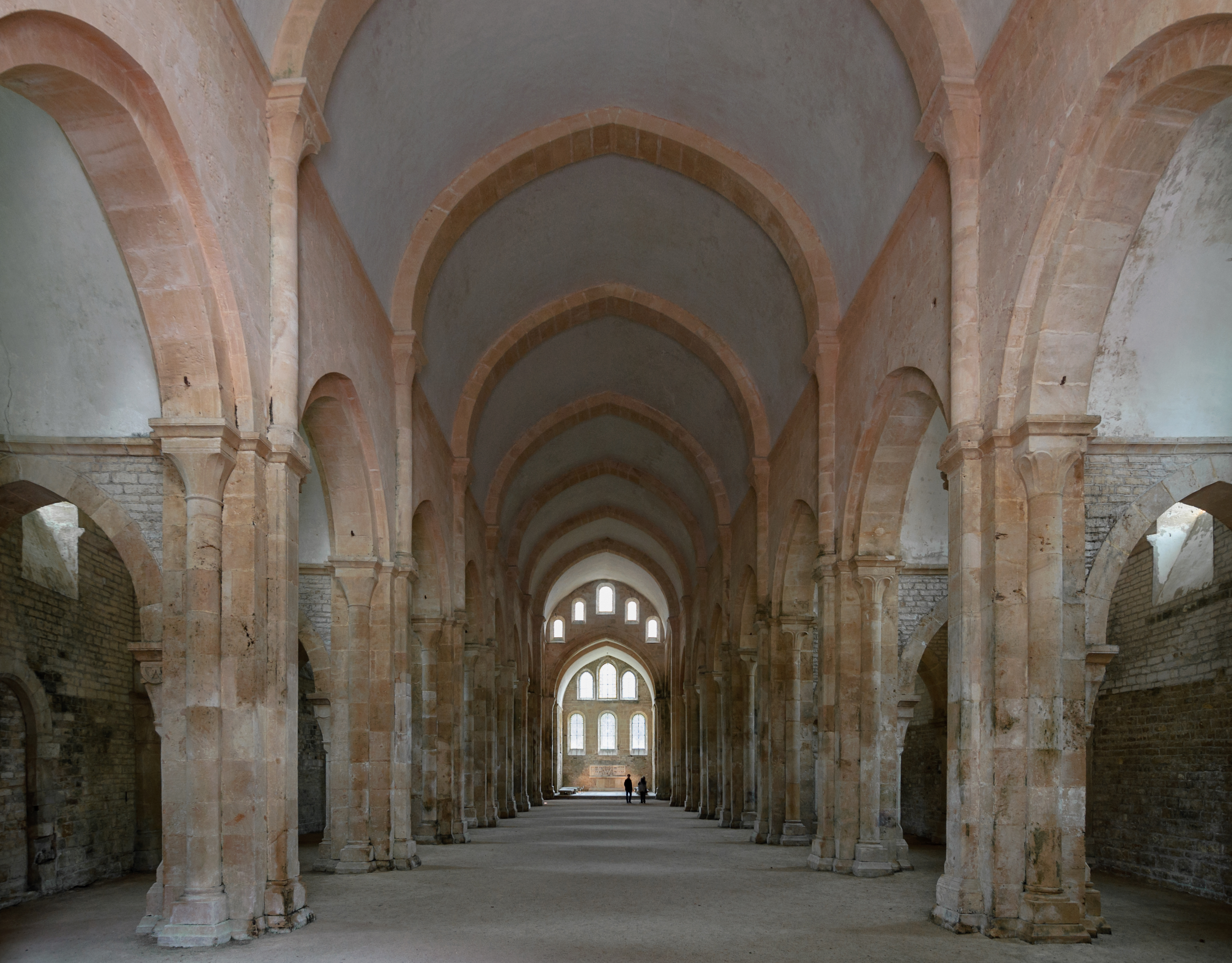
Chiesa dell'abbazia di Fontenay.

L'estetica dell'Ordine cistercense mirò fin dalle origini alla ricerca di una povertà assoluta, o ciò che è lo stesso, a fare in modo che non esistesse nessuna forma di ricchezza. Questo comporta l'antitesi dell'Ordine di Cluny, le cui costruzioni erano grandiose.
Nel 1124, Bernardo scrisse Apologia a Guglielmo, una forte critica a ciò che egli considerava gli eccessi dell'Ordine di Cluny. In questo scritto, Bernardo rimproverò duramente la scultura, la pittura, gli ornamenti e le dimensioni eccessive delle chiese dei cluniacensi. Partendo dallo spirito cistercense di povertà e ascetismo rigoroso, arrivò alla conclusione che i monaci, che avevano rinunciato alle bontà del mondo, non avevano bisogno di niente di tutto questo per riflettere sulla legge di Dio.
Gli argomenti che impiegò nella sua Apologia sono i seguenti:
- Sulle pitture e gli ornamenti, li rifiutò nei monasteri e li giustificò nelle parrocchie. Queste sono le ragioni che espose: Mostri loro un bel quadro di qualche santo. Quanto più brillanti sono i colori, tanto più santificato sembrerà loro. C'è più ammirazione per la bellezza che venerazione per la santità. Così le chiese si adornano. Vediamo i candelabri di bronzo grandi, meravigliosamente lavorati. Qual è il proposito di tali cose? Guadagnare la contrizione dei penitenti o l'ammirazione degli spettatori? Se le immagini sacre non significano niente per noi, perché non economizziamo per lo meno sulla pittura? Convengo. Permettiamo che questo si faccia nelle chiese perché se è dannoso per l'inutile e l'avido, non lo è per il semplice e il devoto.

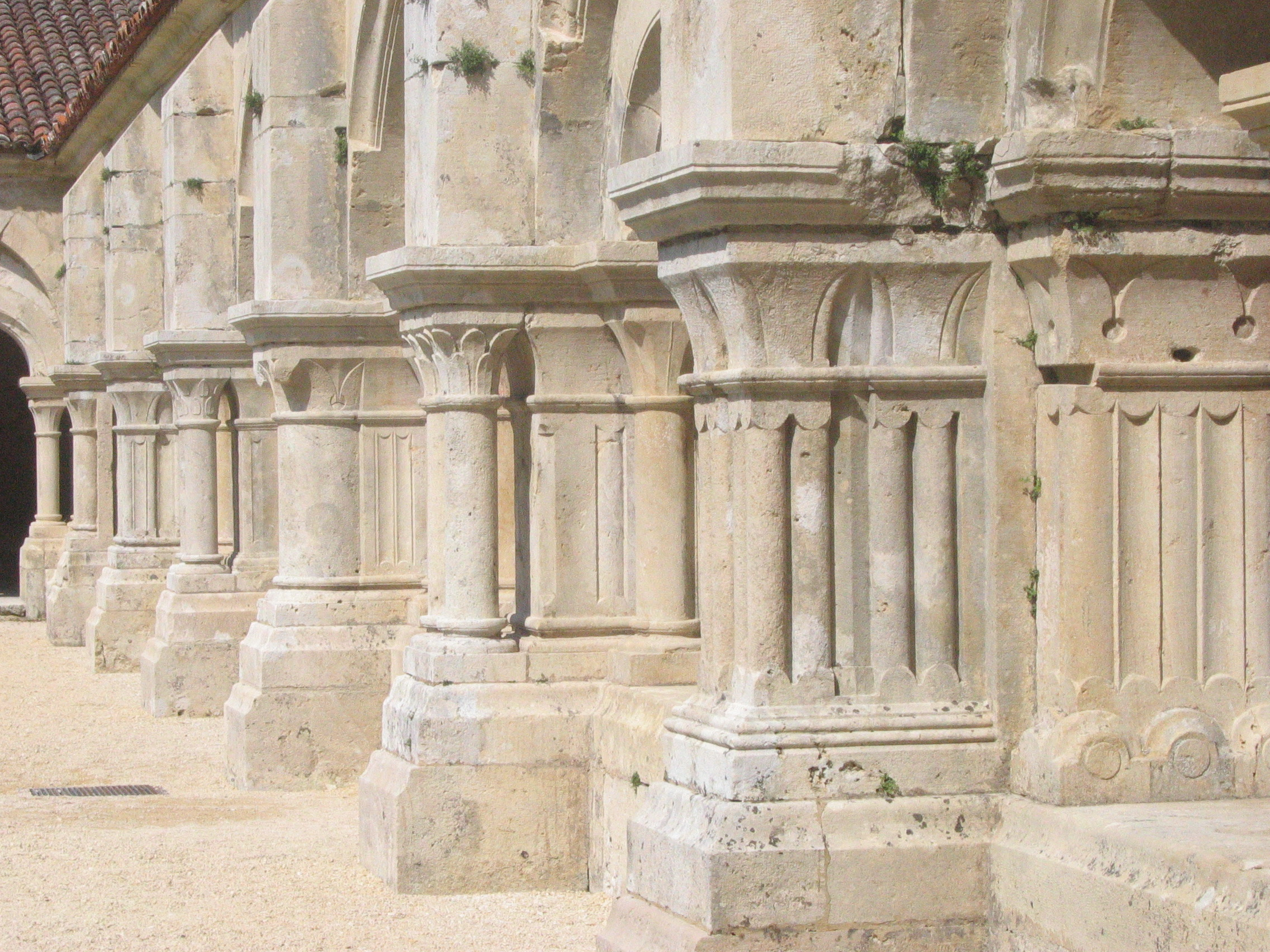
Capitelli di Fontenay

- Rifiuto delle sculture nei monasteri. Argomentò: Ma nei chiostri, dove i fratelli stanno leggendo, che cosa sono queste ridicole mostruosità... mezzi uomini, tigri a strisce, soldati che lottano e cacciatori che soffiano nei loro corni.... così che... tanto meravigliose sono le varie forme che di circondano che è più piacevole leggere il marmo che i libri, e passare il giorno intero con queste meraviglie che meditando sulla legge del Buon Dio.

- Rifiuto di chiese sontuose nei monasteri. Sulle chiese dell'Ordine di Cluny, si lamentò della loro altezza eccessiva, della loro lunghezza e della loro larghezza smisurate.

- Rifiuto delle ricchezze nei monasteri perché non sono necessarie e perché ne hanno bisogno i poveri. Impiegò questa argomentazione: Ma i monaci che hanno rinunciato alle cose preziose e incantatrici di questo mondo per affidarsi a Cristo. Stiamo cercando denaro o piuttosto beneficio spirituale? Tutte queste vanità costose ma meravigliose, ispirano la gente a contribuire con denaro più che a pregare e dire orazioni. Vestono la chiesa con pietre d'oro e lasciano andare nudi i loro figli. Gli occhi dei ricchi si alimentano a spese dell'indigente. Infine, sono buone queste cose per gli uomini poveri? E per i monaci, gli uomini spirituali?

La critica feroce che realizzò Bernardo, scherzosa e appassionata, si svolse su due direttrici. In primo luogo, la povertà volontaria: queste sculture e ornamenti erano una spesa inutile; sperperavano il pane dei poveri. In secondo luogo, un mistico come lui cercava permanentemente l'amore di Dio, rifiutava anche le immagini in nome di un metodo di conoscenza: le raffigurazioni dell'immaginario disperdevano l'attenzione, la allontanavano dal suo unico fine legittimo, trovare Dio attraverso la Scrittura.
Per Bernardo, l'estetica e l'architettura dovevano riflettere l'ascetismo e la povertà assoluta portata fino a uno spossessamento totale che praticavano tutti i giorni e che costituiva lo spirito dell'Ordine cistercense. Così terminò definendo un'estetica cistercense la cui semplificazione e sobrietà pretendono di trasmettere gli ideali dell'ordine: silenzio, contemplazione, ascetismo e povertà.
L'estetica si concretizzò nella costruzione in pietra delle prime due abbazie, Clarvaux II e Fontenay, con l'intervento decisivo di Bernardo. Egli fu l'ispiratore di entrambe le costruzioni, delle loro soluzioni formali e della loro estetica.

## L'abbazia cistercense
| Pianta tipo cistercense | Pianta tipo cistercense | Pianta tipo cistercense | Pianta tipo cistercense | Pianta tipo cistercense | Pianta tipo cistercense | Pianta tipo cistercense |
| --- | ----------------------- | ----------------------- | ----------------------- | ----------------------- | ----------------------- | ----------------------- |
| |                         |                         |                         |                         |                         |                         |
| Legende |                         |                         |                         |                         |                         |                         |
| Zona dei monaci Zona dei conversi |                         |                         |                         |                         |                         |                         |
| 1. Chiesa, 2. Altare principale, 3. Altari secondari, 4. Sagrestia, 5. Lavatoio, 6. Scala del mattutino, 7. Clausura alta, 8. Coro dei monaci, 9. Banco dei malati, 10. Entrata del chiostro, 11. Coro dei conversi, 12. Vicolo dei conversi, 13. Cortile, 14. Armadio per i libri, 15. Chiostro, 16. Sala capitolare,17. Scala dormitorio, 18. Dormitorio monaci, 19. Latrine, 20. Parlatorio, 21. Passaggio, 22. Scriptorium, 23. Sala dei novizi, 24. Calefattorio, 25. Refettorio dei monaci, 26. Pulpito della lettura, 27. Cucina, 28. Dispensa, 29. Parlatorio dei conversi, 30. Refettorio dei conversi, 31. Passaggio, 32. Magazzino, 33. Scala, 34. Dormitorio conversi, 35. Latrine |                         |                         |                         |                         |                         |                         |

La vita monastica dei monaci si viveva dentro la clausura. La loro spiritualità era diretta dalla regola: silenzio, disciplina, obbedienza all'abate, orario rigoroso distribuito tra numerosi uffici in comune, letture religiose e lavoro manuale.
Inoltre, nell'abbazia viveva una seconda comunità, quella dei conversi. Vivevano la loro consegna spirituale nel lavoro giornaliero nel campo nei campi, nelle fucine e nei mulini, non sapevano leggere e non mantenevano nessun contatto con la comunità dei monaci. Quest'ultimo risultato si ottenne disegnando nel monastero due zone ermetiche e isolate tra loro. La zona dei conversi aveva la stessa qualità costruttiva di quella dei monaci.
L'uniformità dell'ordine si stabilisce nell'Esordio di Cîteaux e Riassunto della Carta di Carità:
Perché tra le abbazie si mantenga sempre un'unità indissolubile, stabiliamo, in primo luogo, che la regola di san Benedetto sia intesa da tutti alla stessa maniera, senza deviare da essa neanche di una virgola. In secondo luogo, che tutti abbiano gli stessi libri, almeno per ciò che riguarda l'Ufficio divino, gli stessi abiti, gli stessi alimenti e per ultimo gli stessi usi e le stesse abitudini.
Tutte le abbazie hanno un'architettura simile. In primo luogo, si cercarono soluzioni costruttive per ogni ambiente che favorissero lo spirito della regola, ciò che si chiama lo stabilimento del programma tipo, o riassuntivamente pianta tipo, dove Bernardo di Chiaravalle ebbe un'influenza decisiva. In secondo luogo, una volta stabilita la pianta tipo, si impose nelle nuove costruzioni.
La pianta tipo fu applicata nella costruzione di tutti i nuovi monasteri. Così, la chiesa si orientava in direzione est-ovest con il presbiterio a est; il chiostro si addossava alla chiesa; l'ala est del chiostro si dedicava agli alloggi dei monaci con la sala capitolare a pianterreno e il dormitorio al primo piano con due scale, una che scende all'interno della chiesa e l'altra nel chiostro; nell'ala del chiostro opposta alla chiesa si disponeva il refettorio e la cucina; nell'ala ovest (normalmente, con accesso indipendente dal chiostro), un edificio di due piani si destinava ai conversi e ai magazzini con accesso indipendente nella parte posteriore della chiesa.
Ogni abate padre trasmetteva alle sue filiali la pianta architettonica che aveva applicato anteriormente nella costruzione della propria abbazia e tutta la sua esperienza accumulata. Inoltre, tutti gli abati si riunivano a Cîteaux nel Capitolo Generale, una volta all'anno, ed è comprovato che si parlava molto della costruzione delle nuove opere. Da ultimo, nella costruzione propriamente detta del nuovo monastero, vivendo l'opera giorno per giorno, l'abate aveva un monaco incaricato, chiamato cellerario, la cui responsabilità era il controllo delle opere nonché la gestione delle finanze dell'abbazia sotto la supervisione dell'abate.
Il monaco cellerario controllava i muratori (uniti in un'associazione corporativa che comprendeva tagliapietre e cottimisti), i fabbri e i carpentieri (per le impalcature e le centine occorreva molto legno). È una questione ancora dibattuta se gli architetti fossero i monaci stessi o se ingaggiassero capomastri. Dato il segreto corporativo della costruzione in questa epoca, l'alta qualificazione che occorreva e l'enorme attività costruttiva che svolsero in poco tempo, sembra ragionevole pensare che impiegarono capomastri ingaggiati specificamente per la costruzione. Nel Medioevo si impiegava già un'organizzazione molto complessa, diverse forme di salari e di prezzi, distinti tipi di contratti, e si teneva una contabilità rigorosa di tutte le spese.
Stupisce verificare, quando si visitano le abbazie, che si trova sempre la stessa distribuzione.

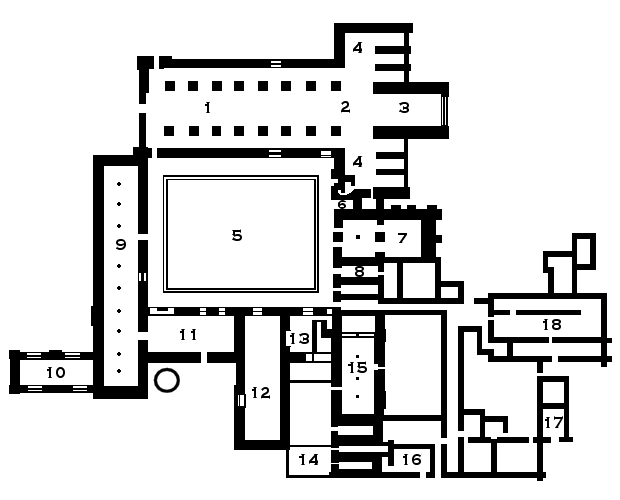
Kirkstall
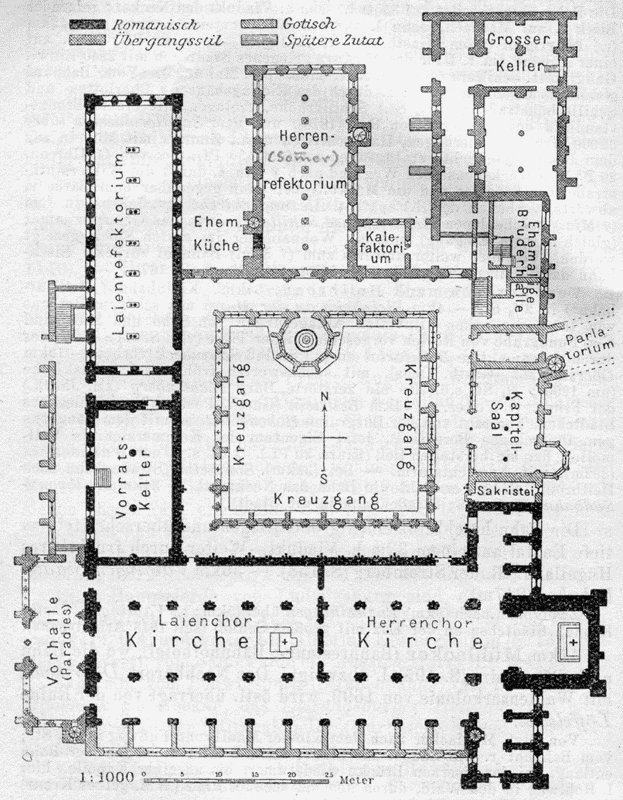
Maulbronn
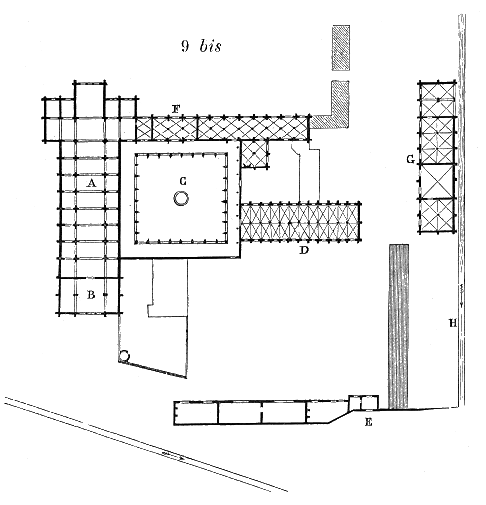
Fontenay
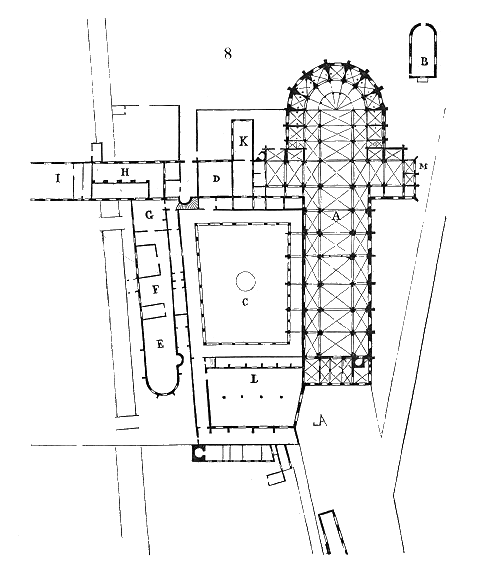
Pontigny

### La chiesa

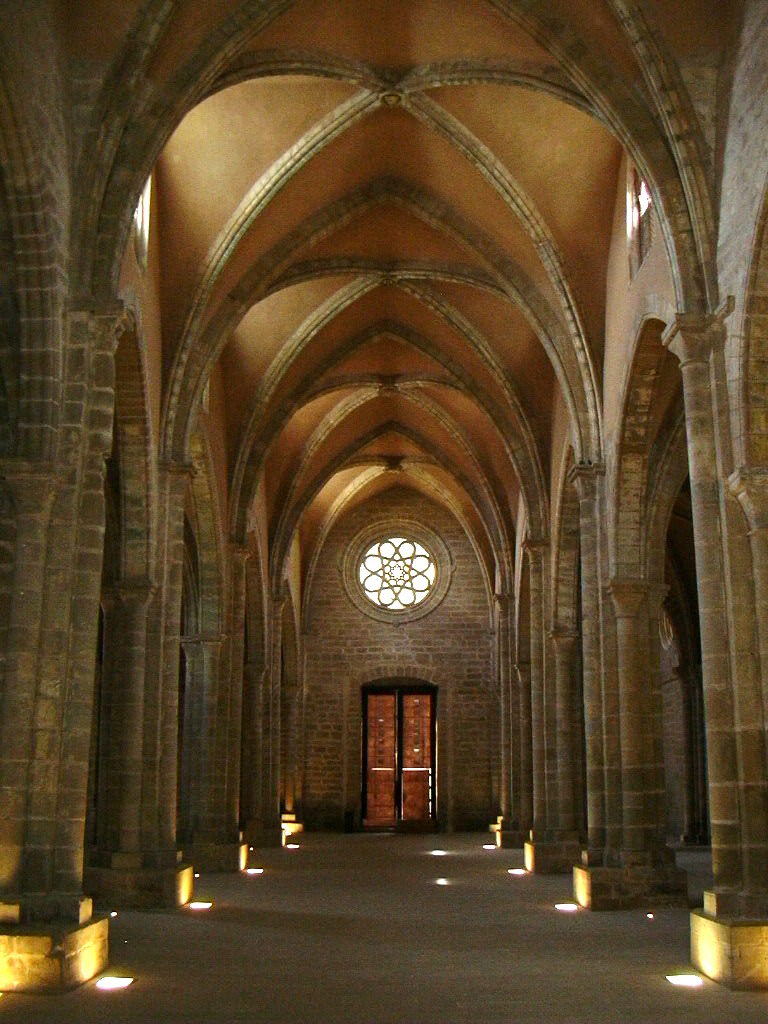
Rueda
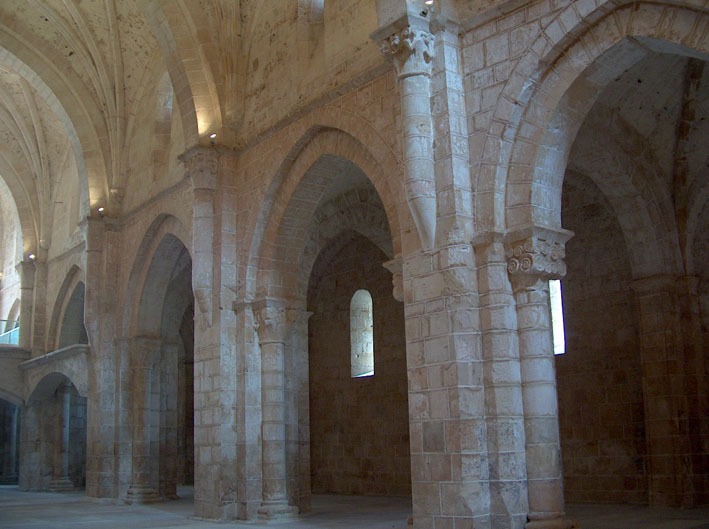
Sacramenia
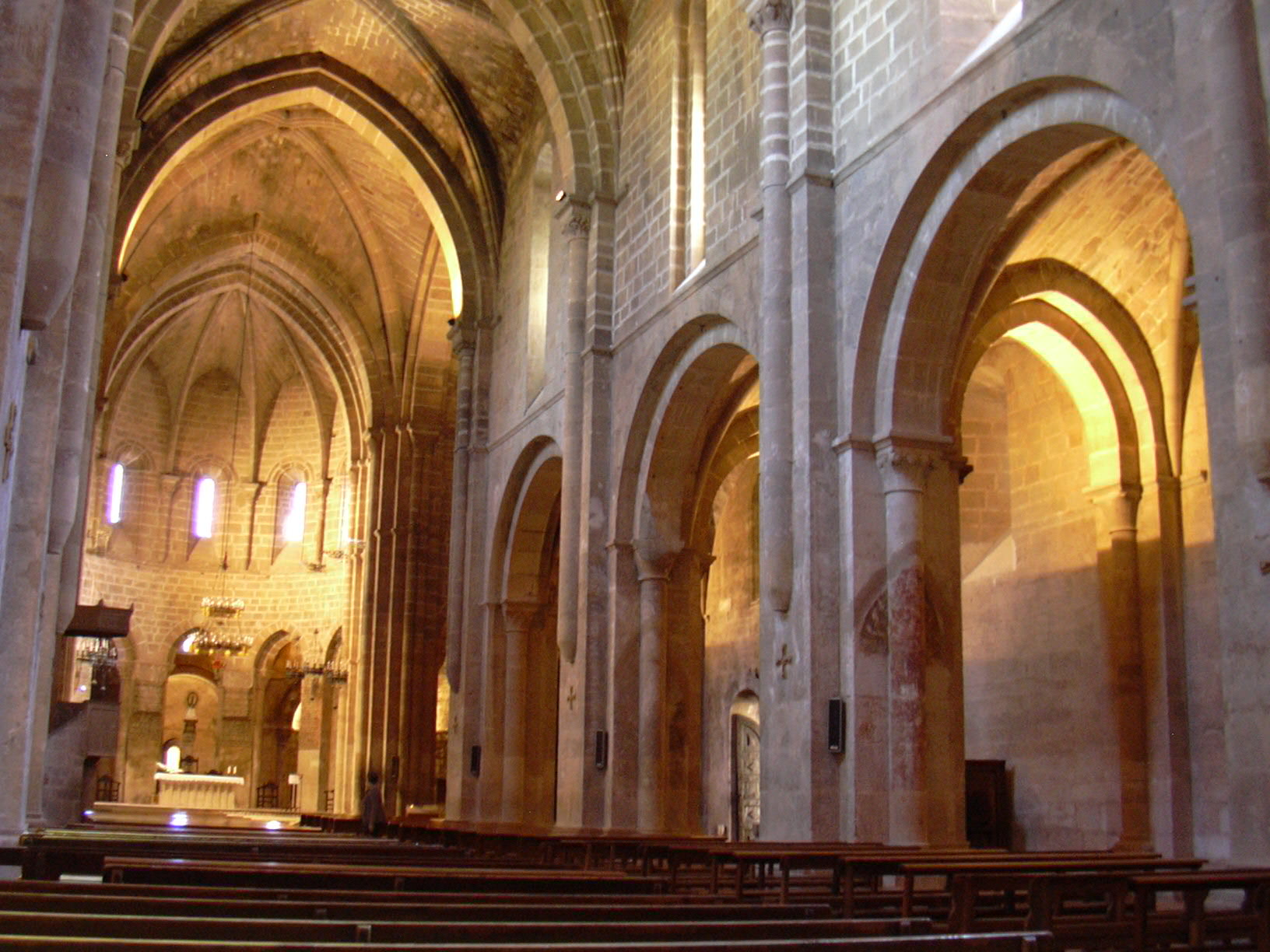
Veruela
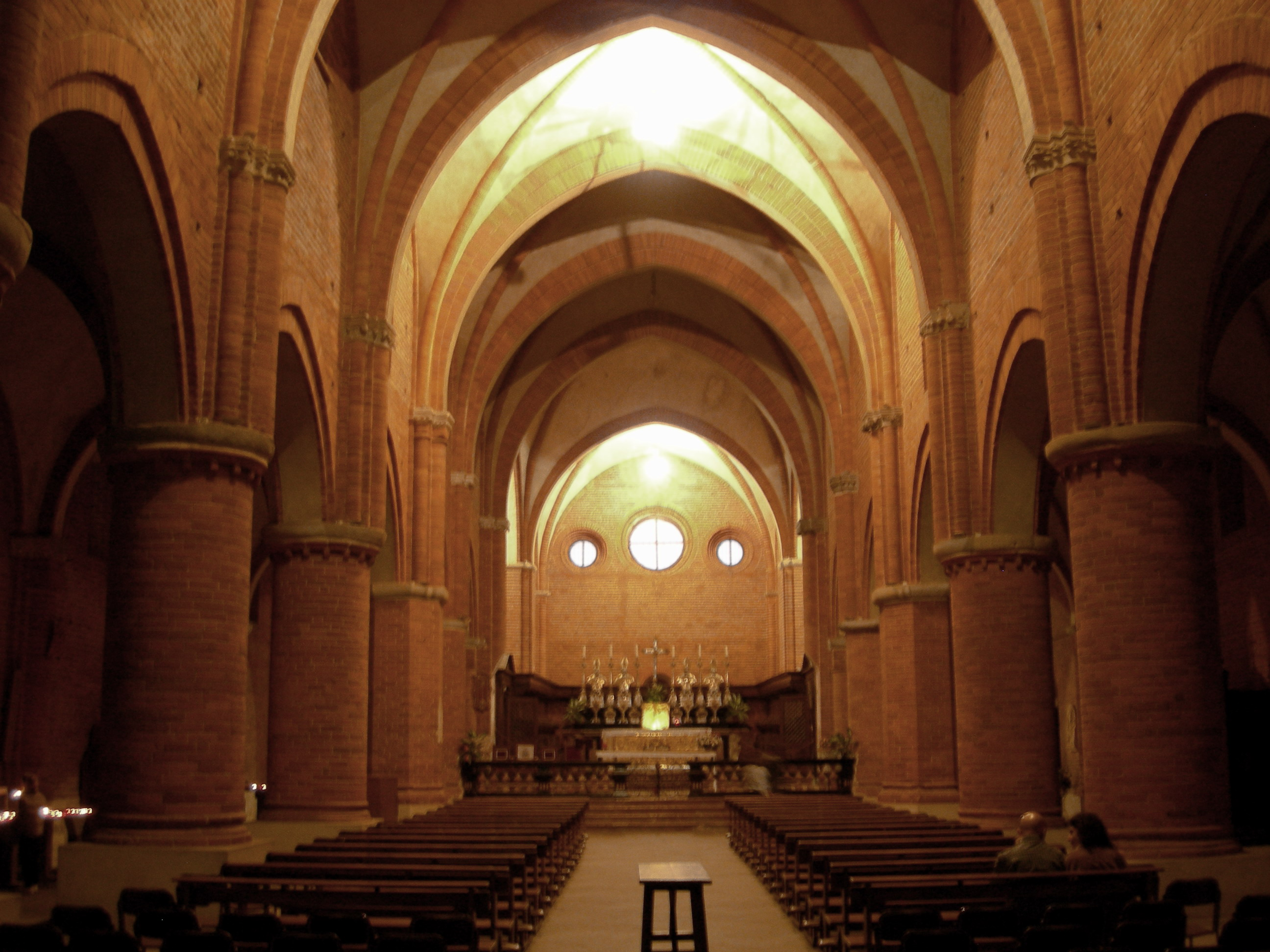
Morimondo

Regola di san Benedetto: ..."Sette volte al giorno ti ho lodato," dice il Profeta... lo stesso Profeta dice: "Nel mezzo della notte mi alzavo per lodarti..."
...Dunque in queste ore innalziamo lodi al nostro Creatore... alle Lodi, a Prima, a Terza, a Sesta, a Nona, a Vespro e a Compieta, e di notte alziamoci per celebrare la sua grandezza.
La chiesa era per l'uso esclusivo delle comunità dei monaci e dei conversi. Per quello non c'è una facciata principale dalla quale i fedeli entrano nella chiesa. I monaci accedevano da due porte laterali della parte anteriore, di giorno attraverso il  chiostro e di notte dal dormitorio per la scala del Mattutino. I conversi entravano da un accesso laterale della parte posteriore attraverso un corridoio indipendente che collegava con il loro edificio.
La comunità dei monaci si collocava nel coro dei monaci nella parte anteriore della navata centrale, i conversi nel coro dei conversi nella parte posteriore della navata centrale. Entrambi i cori erano fisicamente separati.
La chiesa è l'edificio più importante dell'abbazia e la casa di Dio. Architettonicamente, le caratteristiche di queste chiese sono:
- Navata centrale con volte a botte a sesto acuto (nel periodo iniziale, romaniche) o volte a crociera leggermente ogivali con nervature e finestre laterali (nel secondo periodo, gotiche).
- Due navate laterali di minore altezza che servono come contrafforti della volta della navata centrale.
- Una cornice suole percorrere longitudinalmente la base della volta.
- Pilastri cruciformi con paraste circolari inglobate che si prolungano, una fino alla ghiera della volta della navata centrale, altre due negli archi laterali e la quarta nella navata laterale.
- Le paraste circolari della navata centrale, frequentemente, si interrompono prima di arrivare al suolo in una mensola.
- Alzati della navata centrale a un solo piano con archi laterali.
- Coro piano con finestre nell'arco absidale (inizialmente), poi sarebbero apparse anche quelle circolari.
- Transetto con altri quattro cori secondari piani (dove gli altri monaci-sacerdoti celebravano la messa giornaliera).
- Illuminazione monocromatica, normalmente bianca.

Chiese cistercensi
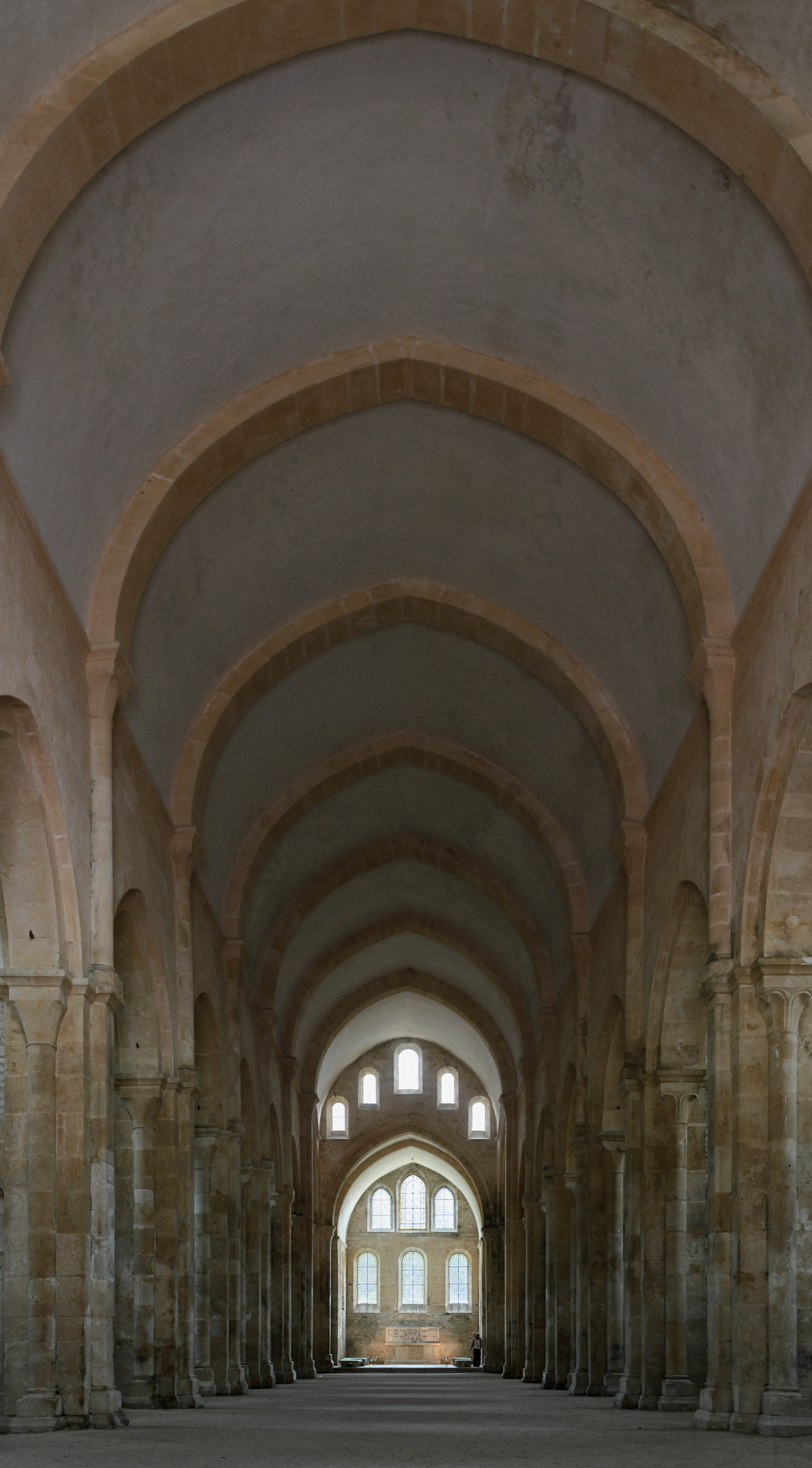
Fontenay
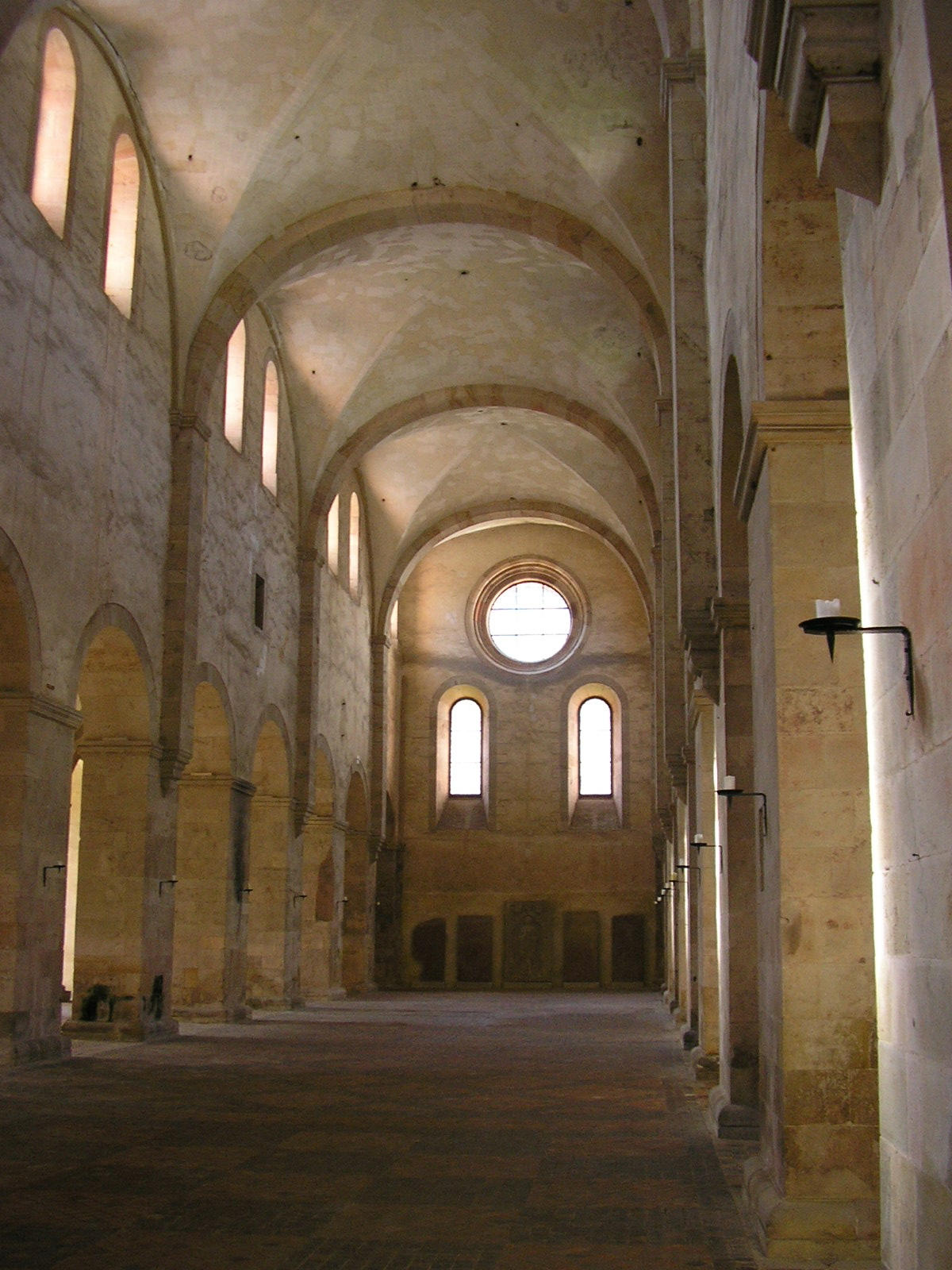
Eberbach
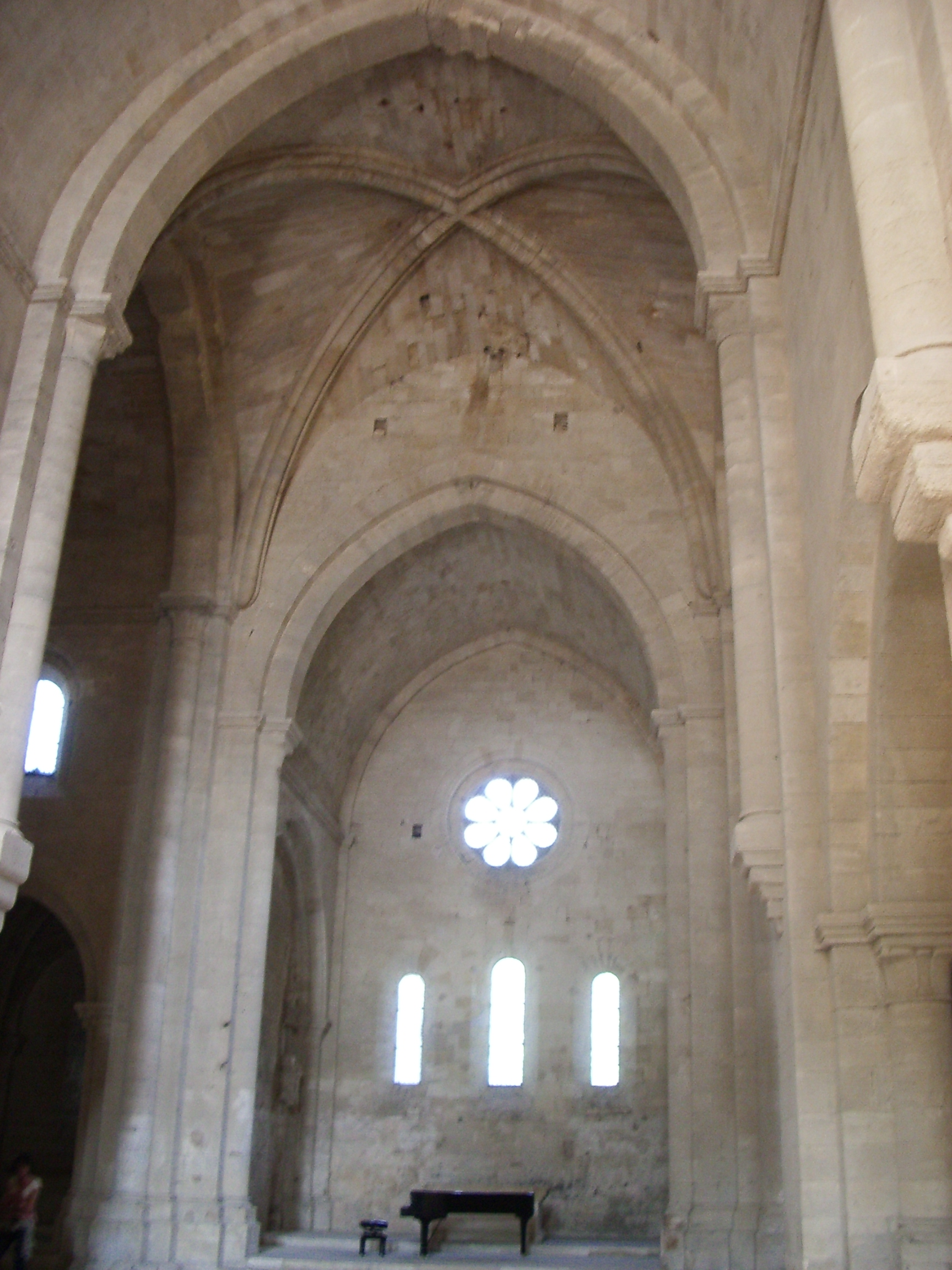
Silvacane
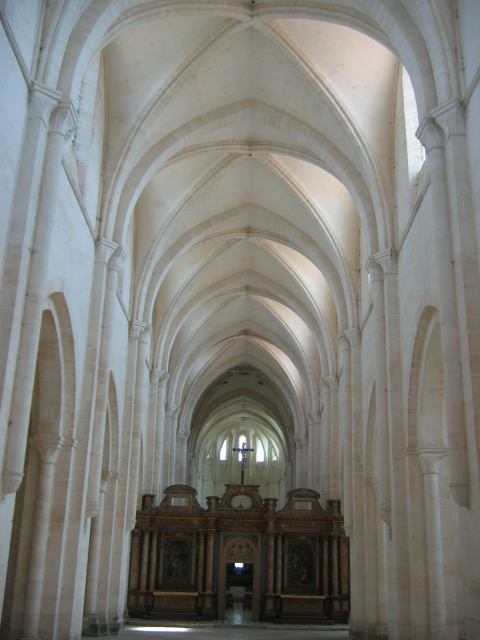
Pontigny

- Rueda
- Sacramenia
- Veruela
- Morimondo

### Il chiostro
Esordio di Cîteaux: ...il monaco non deve vivere fuori del chiostro... ciononostante, può andare alle fattorie ogni volta che lo si mandi, sebbene mai per vivere in esse molto tempo...
Il chiostro è il centro della vita monastica e dallo stesso si accede a tutti gli ambienti dei monaci. Si tratta di una galleria coperta, che forma il perimetro di un quadrato da 25 a 35 metri di lato e si apre internamente in un patio centrale mediante una fuga d'archi continua.
Le volte, inizialmente, furono a botte a sesto acuto, ma si accettò rapidamente il modello gotico, di archi ogivali e volte a crociera.
La galleria, inizialmente, furono archi a tutto sesto (semicircolari), raggruppati due a due in archi bassi di scarico con contrafforti. Successivamente, si impiegò l'arco gotico e i raggruppamenti furono di due, tre o quattro archi per ogni arco di scarico.
I capitelli sono molto semplici, normalmente con un motivo vegetale. L'ordine non permetteva sculture, si ricordi l'Apologia di san Bernardo contro i capitelli istoriati dei cluniacensi.

Chiostri cistercensi
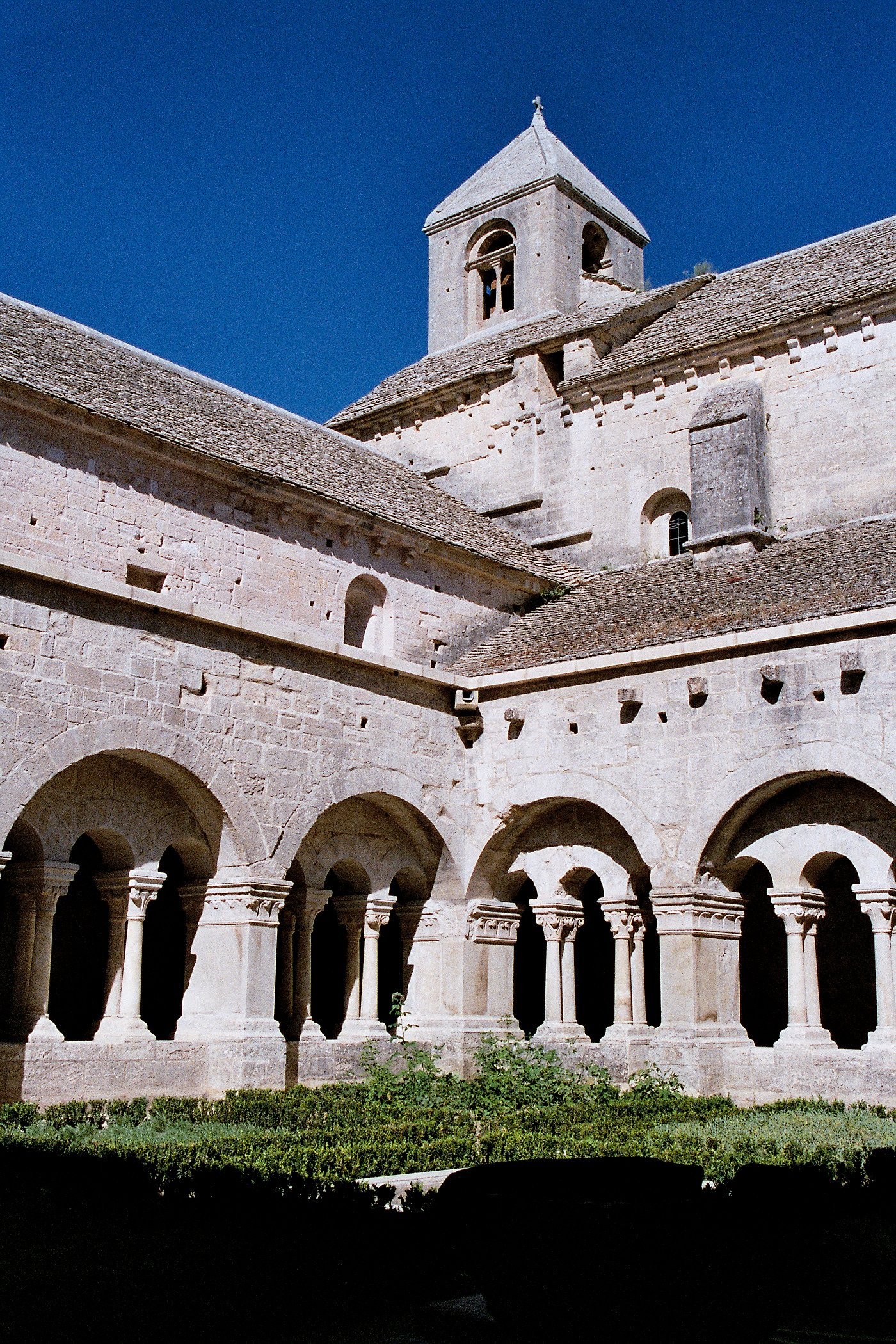
Sénanque
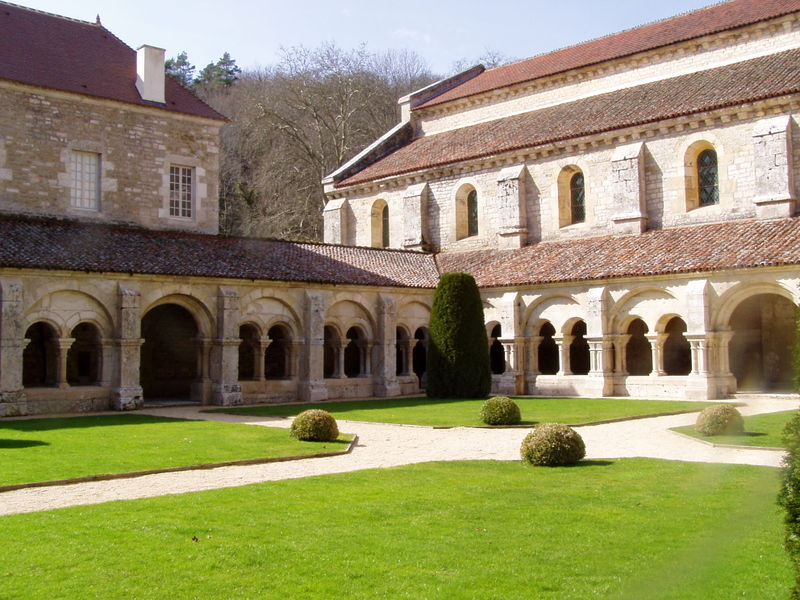
Fontenay
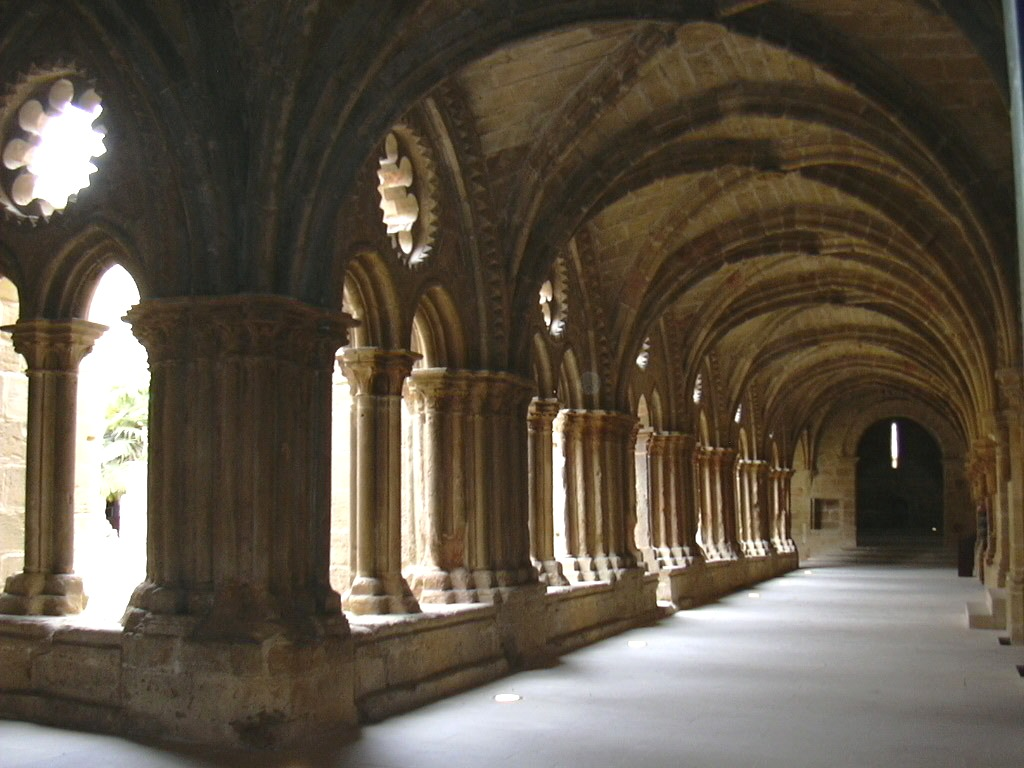
Rueda

### La sala capitolare
Regola di san Benedetto: ...ogni volta che nel monastero si debbano trattare affari di rilevanza, convochi l'abate tutta la comunità, ed esponga egli stesso  che cosa si deve trattare...

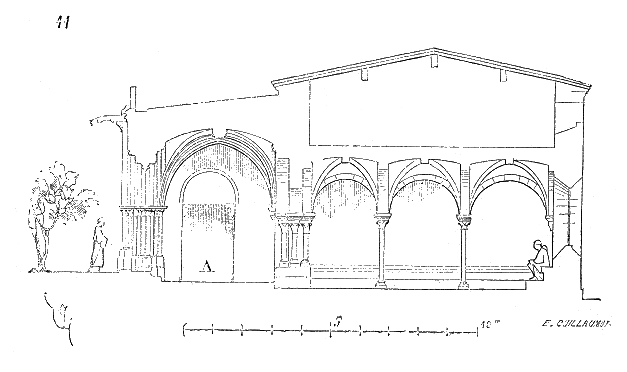
Sezione del chiostro, della sala capitolare e del dormitorio di FontFroide.

Dal lato est del chiostro si accede alla sala capitolare al piano terra e sopra lo stesso, al primo piano, vi è il dormitorio dei monaci. Come si nota nella prima sezione, con l'obiettivo di non innalzare troppo il dormitorio, si approfondisce qualcosa la sala capitolare restando seminterrata e si dà anche a questa sala un'altezza ridotta.

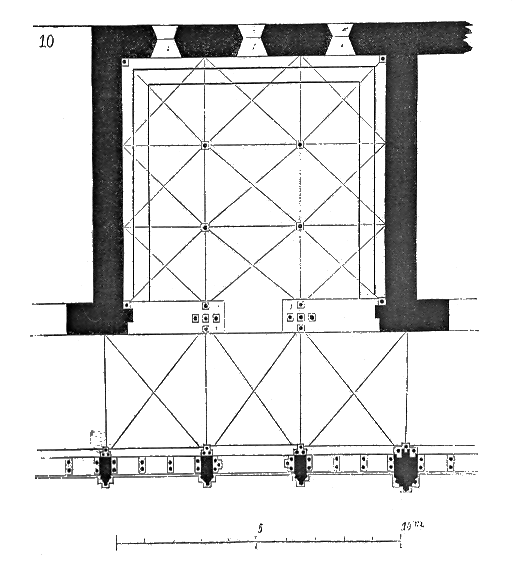
Pianta della sala capitolare e del chiostro di FontFroide.

La sala è quadrata e la volta è a crociera a tutto sesto, con nervature che nascono in quattro piccole colonne centrali e in mensole distribuite per le pareti laterali. Questa volta classica cistercense si ripete in altre stanze ed è una delle caratteristiche di questi monasteri. La circostanza che sia una volta molto bassa permette di contemplare i dettagli in modo ravvicinato, come se si trattasse di una cripta.
Il terminare gli archi in una mensola nel muro è una tecnica abbondantemente impiegata dall'architettura cistercense. In questo modo riuscivano a dare alla volta meno larghezza e semplificavano la sua costruzione. Nella bibliografia, si cita frequentemente l'inversi: in questo modo esta riuscivano a ingrandire le sale. Queste mensole si trovano in tutte le stanze. In ogni monastero fecero la loro mensola distintiva, differenziandola nella rifinitura inferiore mediante un semplice ornamento. In varie fotografie di questa voce si possono notare diverse rifiniture delle mensole.
La stanza è ben illuminata, giacché riceve luce dal chiostro attraverso la porta e due fughe d'archi aperte, e anche dal lato contrario con finestre nella parete.
In questa sala si riunivano tutti i monaci con l'abate tutte le mattine, leggevano la regola, ogni monaco poteva riconoscere personalmente inosservanze della regola o poteva essere accusato di ciò da un altro monaco. (Costui chieda perdono e compia la penitenza che gli venga imposta per la sua colpa... lì ubbidiscano in tutto all'abate del medesimo e al suo capitolo nell'osservanza della santa Regola o dell'Ordine nella correzione di queste mancanze. - Carta di Carità)

Sale capitolari
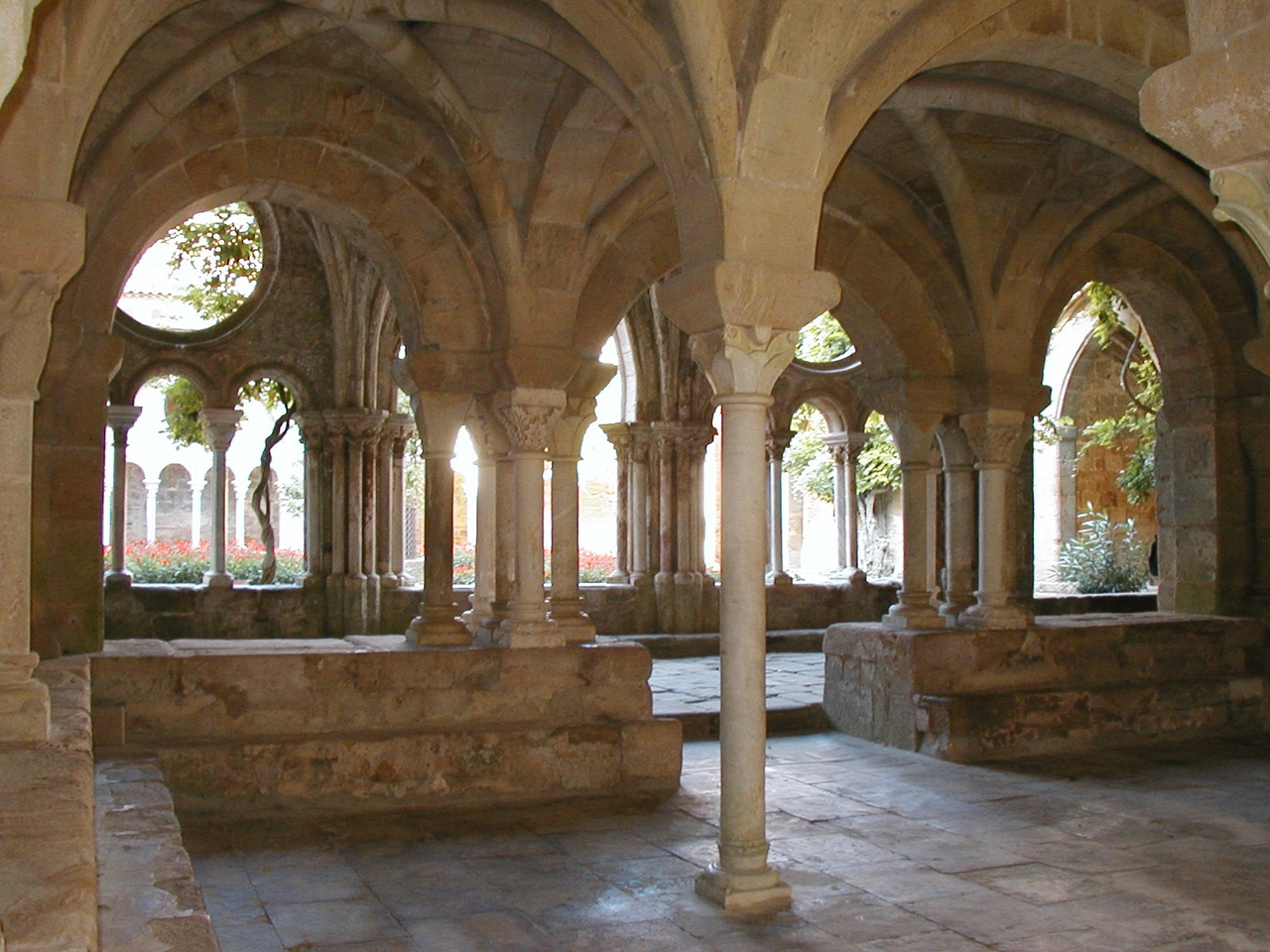
Fontfroide
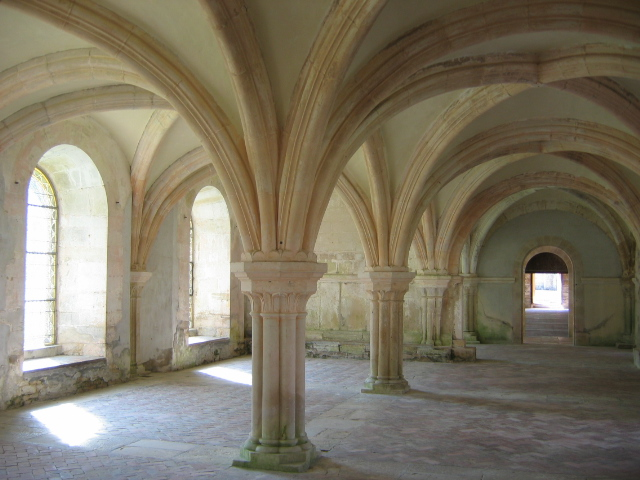
Fontenay
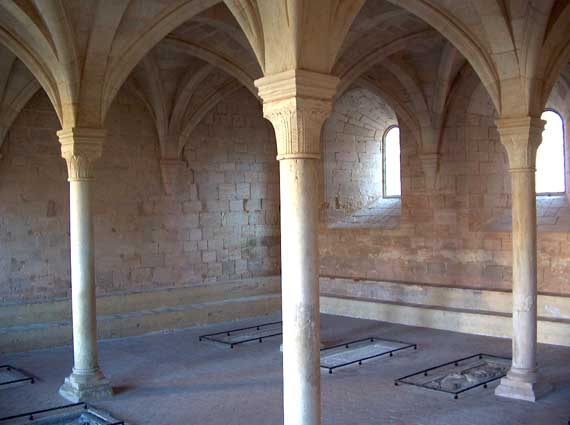
Santes Creus
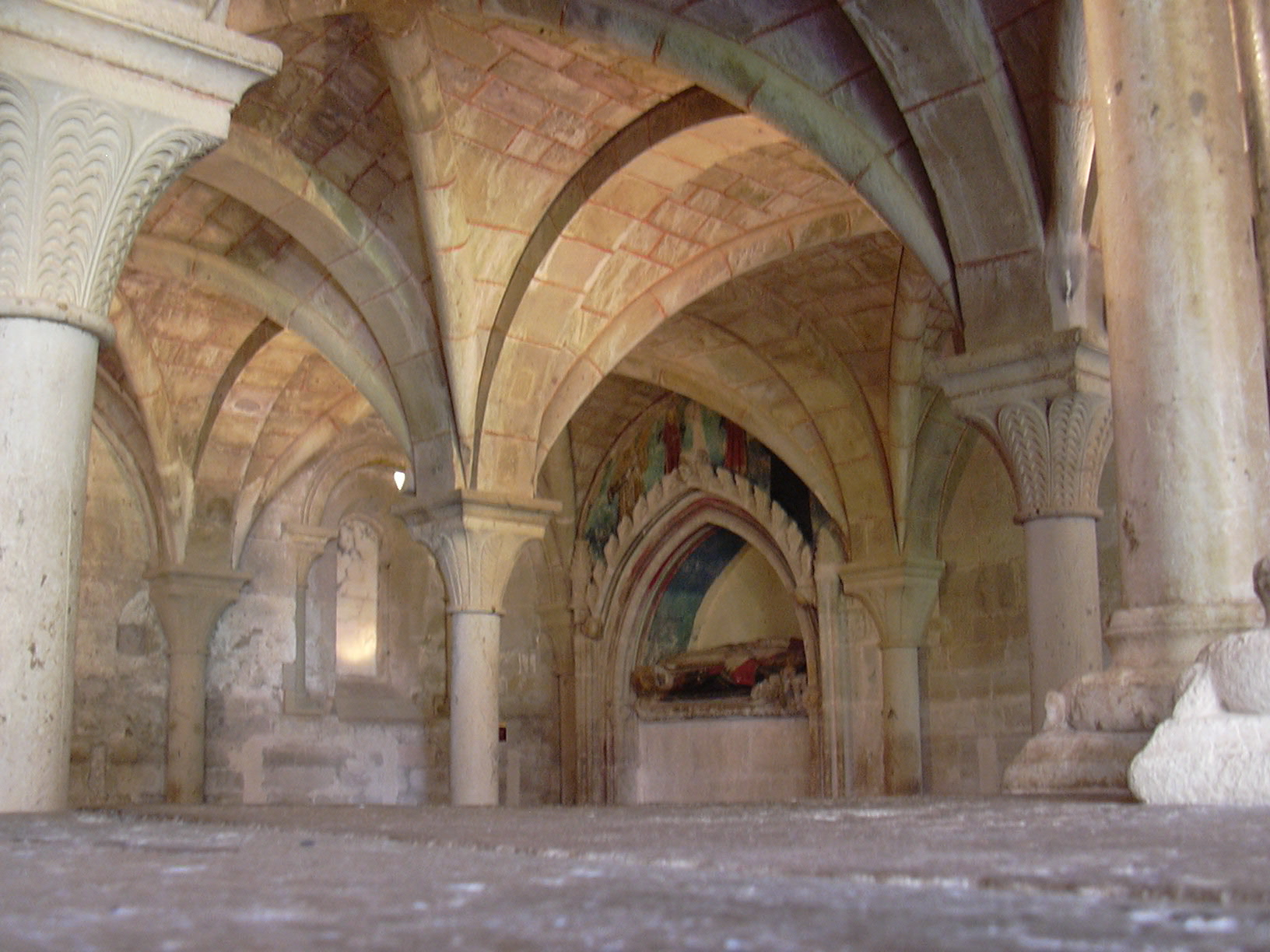
Veruela

### Il dormitorio dei monaci
Regola di san Benedetto: ...se è possibile, dormano tutti in uno stesso locale... in questo dormitorio arda costantemente una lampada fino all'alba... dormano vestiti, e avvolti con cinture o corde... i fratelli più giovani non tengano i letti contigui, bensì intercalari con quelli degli anziani.
...e alziamoci di notte per celebrare la sua grandezza...

Dormitori dei monaci
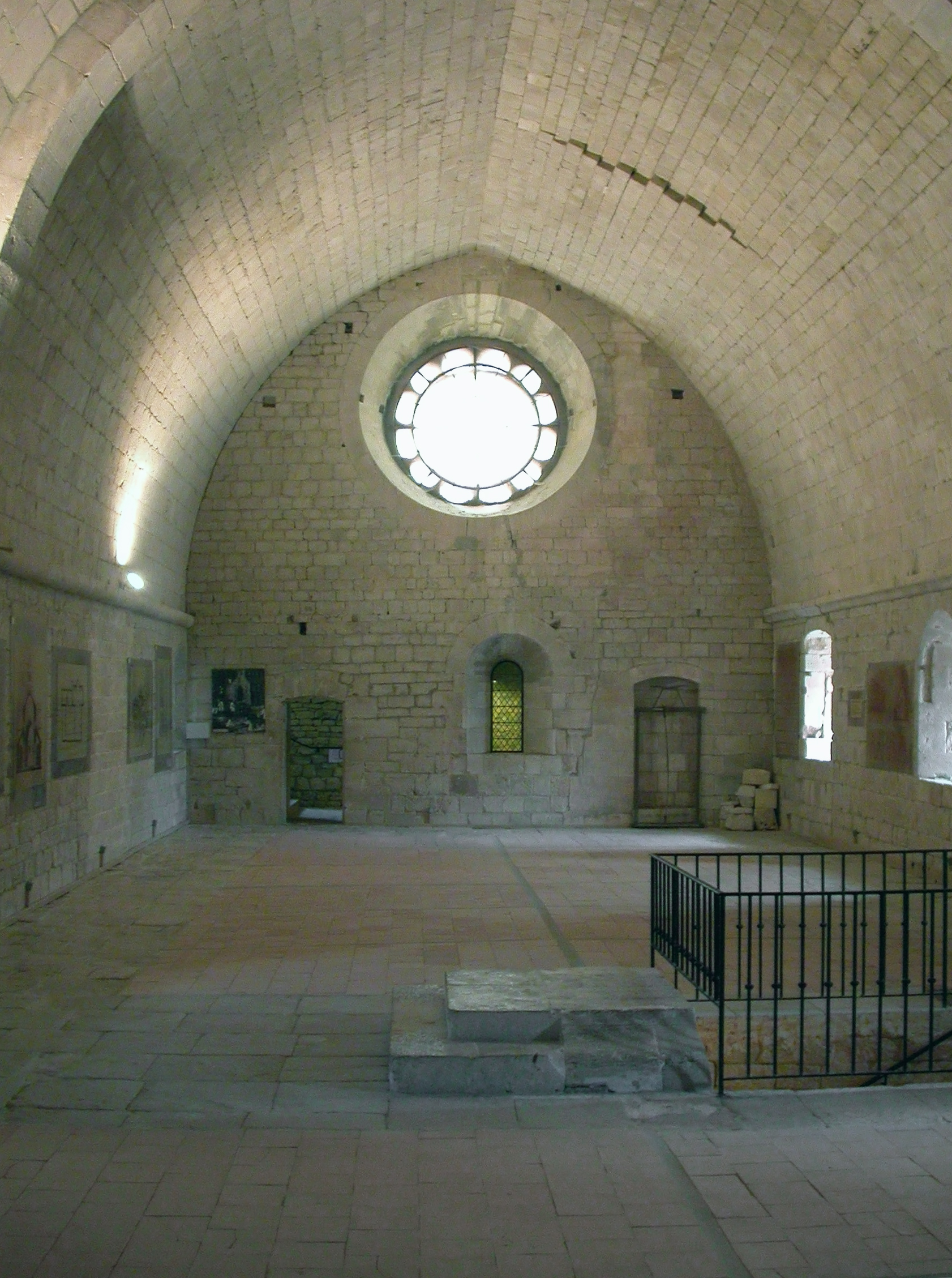
Sénanque
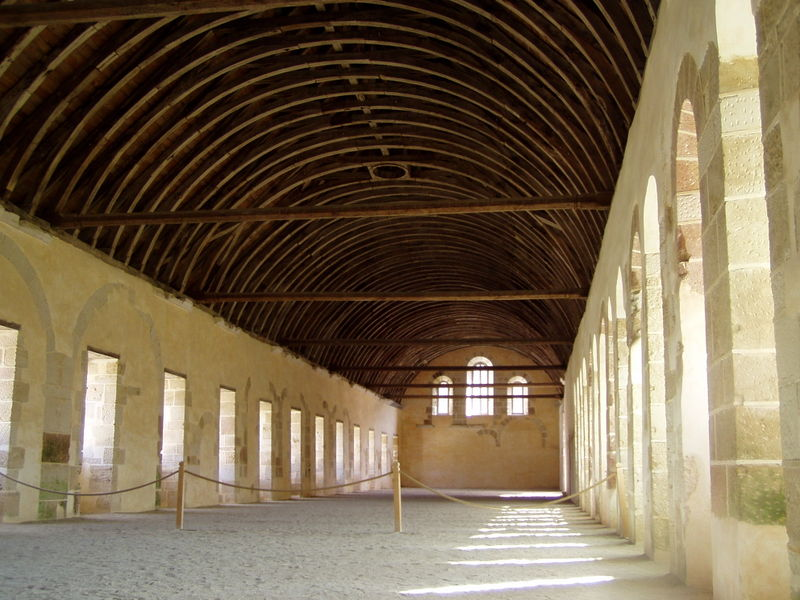
Fontenay
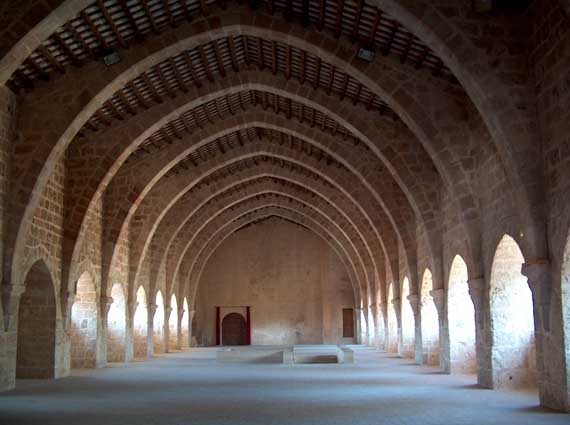
Santes Creus
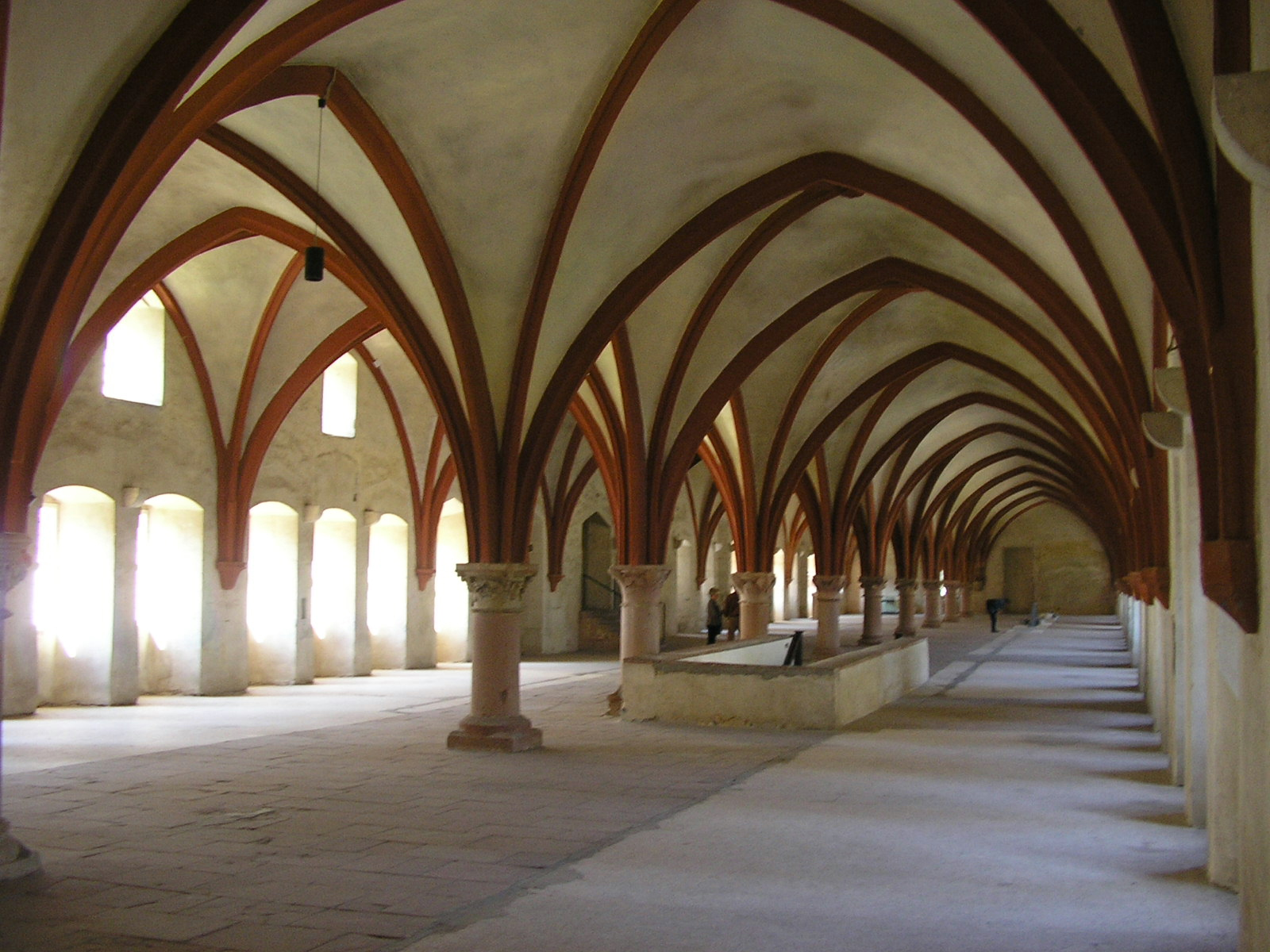
Eberbach

La Regola rifugge la nudità e l'isolamento dei monaci, per questo propugna un dormitorio comunitario e vigilato. Per questo costruirono una lunga sala dove dormivano tutti uniti, in un primo piano al fine di evitare l'umidità. Normalmente, aveva a un estremo l'accesso al transetto della chiesa dalla scala del mattutino e all'estremo opposto l'accesso alle latrine, nel suolo, e da un semplice buco su accedeva alla scala del chiostro. Architettonicamente, la volta è la parte più interessante di questa sala.

### Il lavatoio
Piccolo Esordio: ... Seguendo così la rettitudine della Regola per ciò che riguardava la loro vita... spogliati dell'uomo vecchio erano felici di rivestirsi del nuovo...

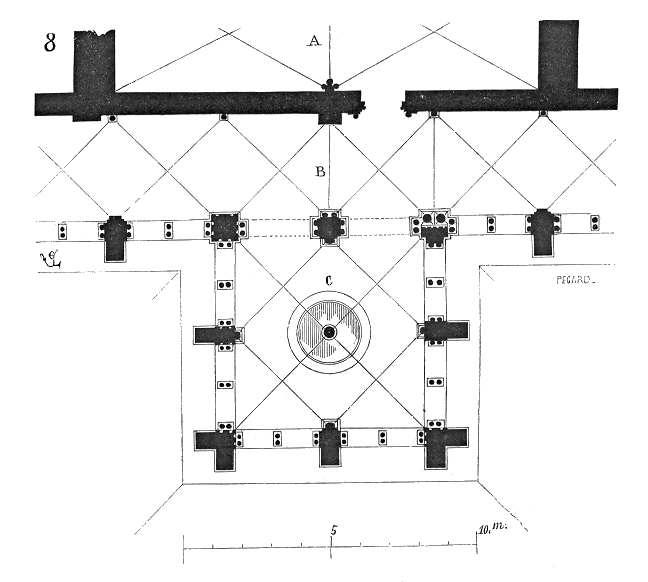
Pianta del Lavatoio di Fontenay

L'acqua nel Medioevo aveva una simbologia speciale: l'acqua del battesimo rappresenta la purificazione e la rinascita spirituale della persona nuova e cristiana, l'acqua della Genesi è l'origine del mondo, la fonte della vita significava l'immortalità.
Il rifornimento d'acqua dell'abbazia era doppio: per lo scarico delle latrine, gli usi agricoli e industriali, se deviava parzialmente il corso del fiume di modo che passasse per un estremo del monastero; per l'acqua da bere e l'uso liturgico, si canalizzava acqua pura da una sorgente vicina fino al lavatoio, mediante impianti idraulici di una certa complessità per conservare la pressione.
La fonte si trova in un piccolo portico coperto, addossato al chiostro, di fronte al refettorio. Secondo il programma dell'ordine doveva essere una costruzione molto semplice e di aspetto gradevole. Risulta un piccolo tempietto dove si notano in scala ridotta volta, arcate, contrafforti e facciate.
Questa struttura, chiamata lavatoio o, latinamente, lavatorium, è una sala quadrata o esagonale con due porte, i monaci entravano in fila da una di esse, si lavavano in gruppi di 6 od 8 e uscivano dall'altra, per entrare nel refettorio. Si impiegava anche per la cura personale. Liturgicamente, si impiegava per le abluzioni e i sabati si lavavano i piedi gli uni agli altri.
Sull'igiene di questi monasteri, si suppone che non fosse eccessiva data l'inesistenza di una stanza da bagno, che in questa epoca si considerava un luogo impudico.

Lavatoi
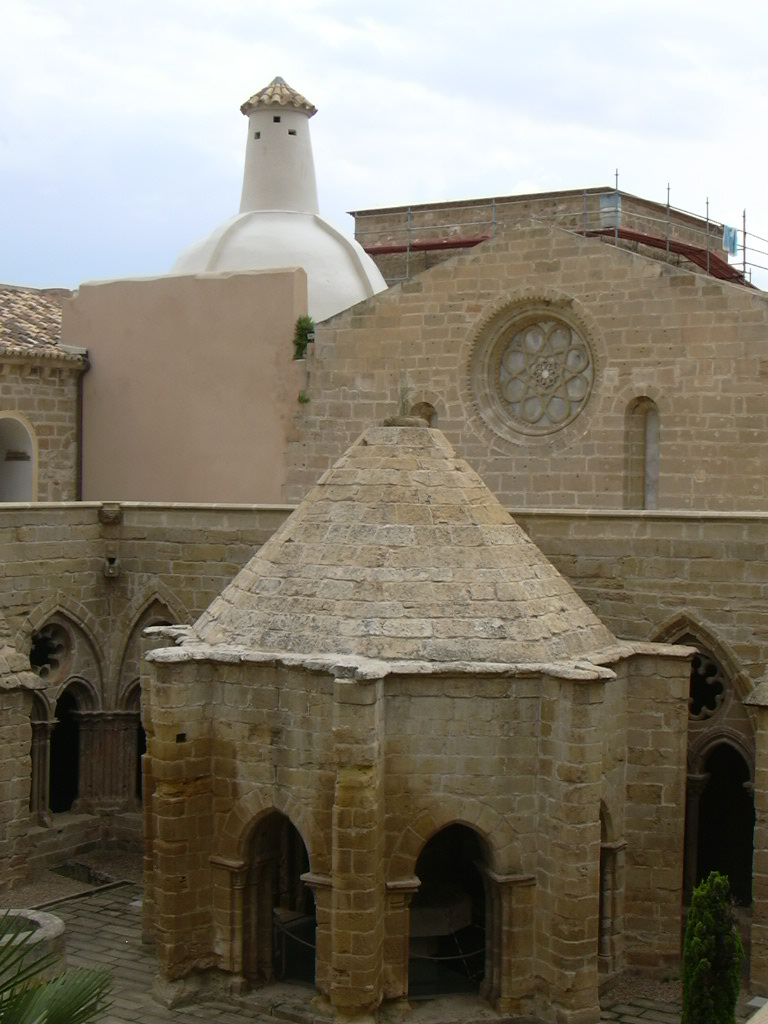
Rueda
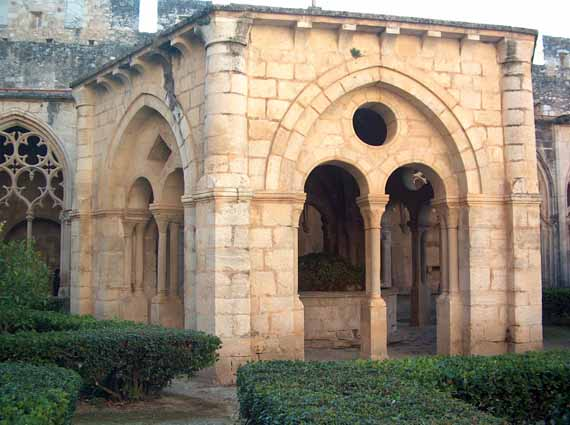
Santes Creus
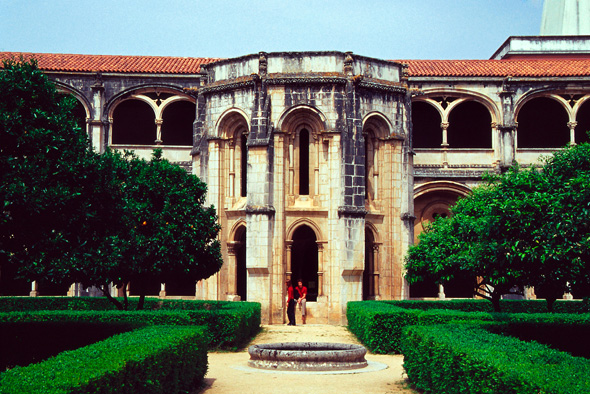
Alcobaça
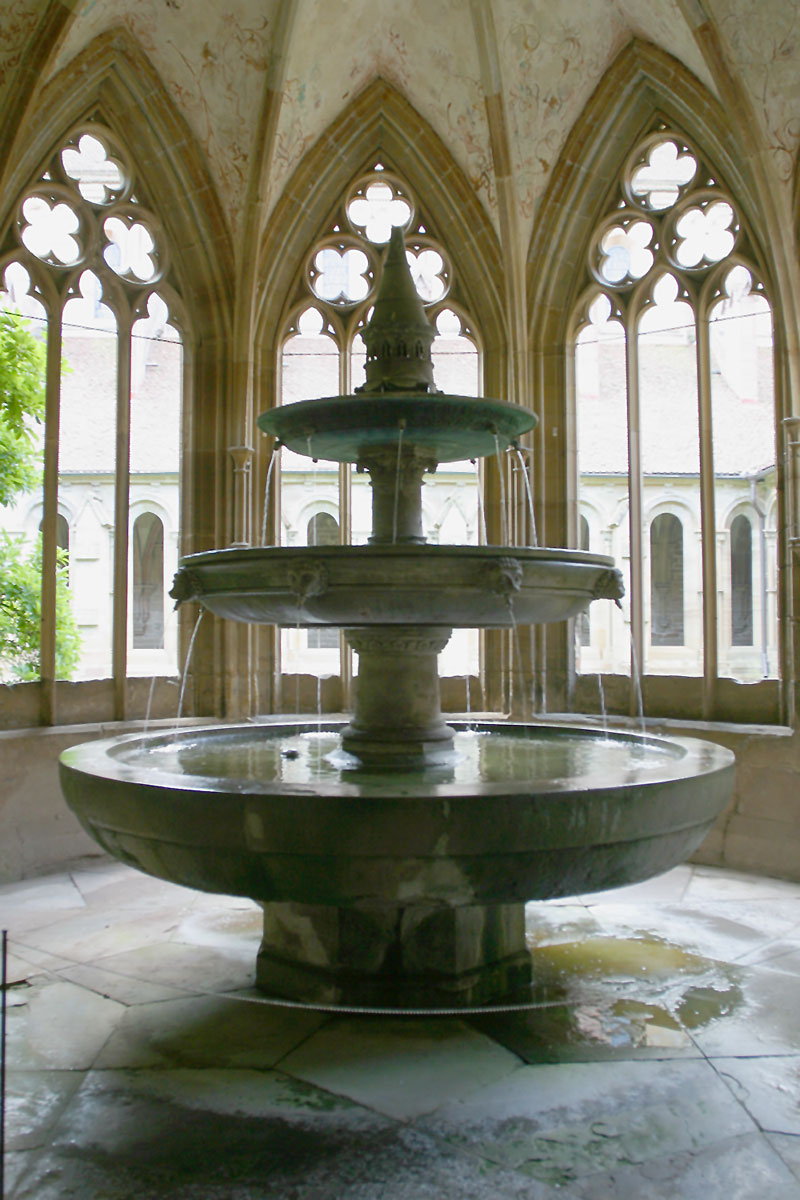
Maulbronn

### Il refettorio
Regola di san Benedetto:... alla tavola dei fratelli non deve mancare la lettura. Però lì non deve leggere colui che prende il libro di punto in bianco, ma... il lettore... si osservi il massimo silenzio, in modo che non si oda a tavola né il sussurro né la voce di nessuno, ma solo quella del lettore...

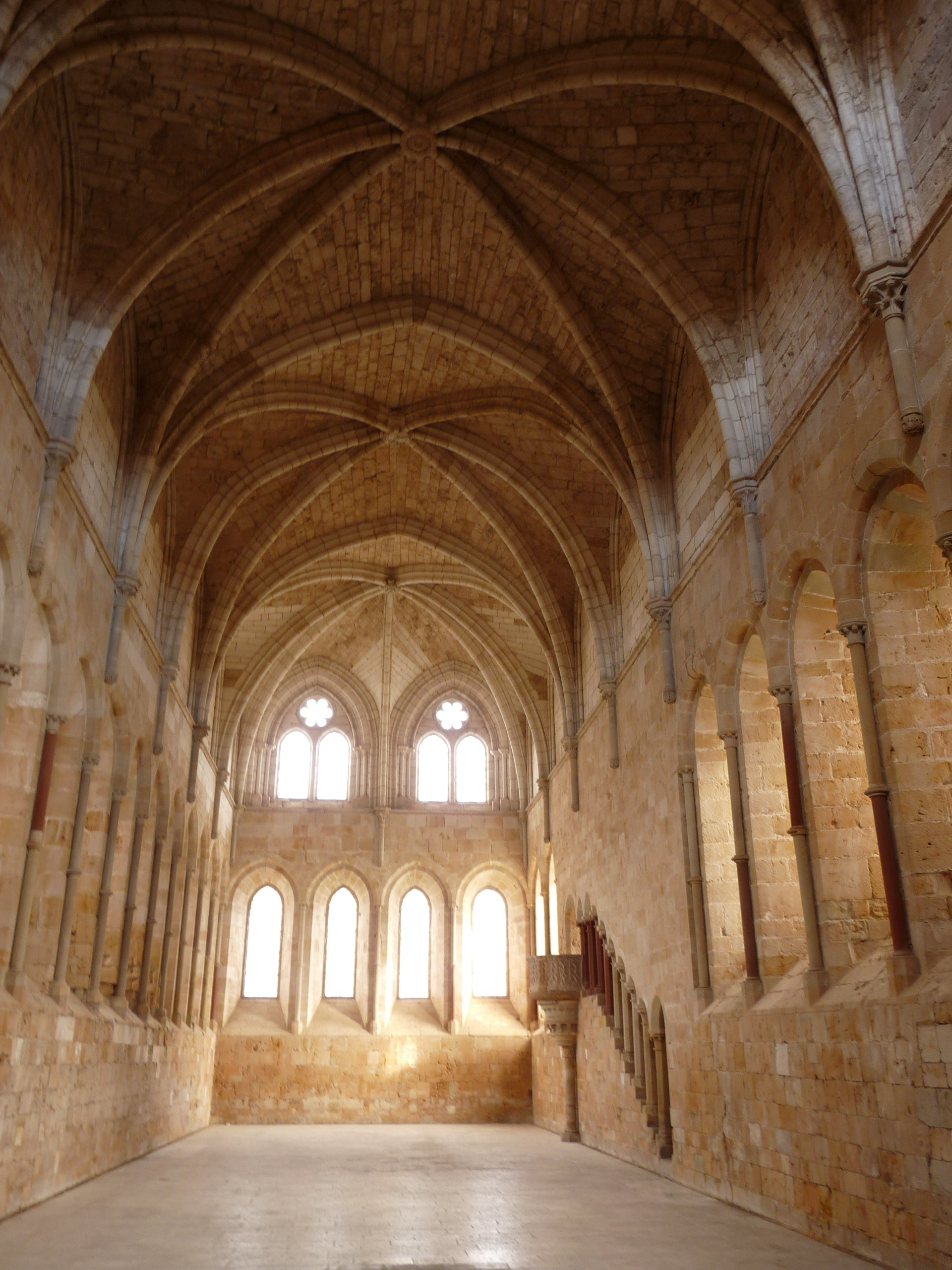
Refettorio di Huerta

Nella pianta cistercense, il refettorio (mensa) e la cucina si situano nell'ala del chiostro opposta alla chiesa, la zona destinata a coprire le necessità fisiologiche (come il lavatoio o le latrine). Ha una disposizione perpendicolare al chiostro.
I monaci mangiavano solo due volte al giorno e in alcuni periodi digiunavano anche. Non potevano mangiare carne, anche se gli uccelli e i pesci nel Medioevo non erano inclusi in questo gruppo. Per questo avevano colombaie e allevamenti ittici giacché era una parte importante della loro dieta.
La regola stabilisce che si mangi in silenzio ascoltando il lettore, che leggeva da un pulpito testi sacri, ciò che aveva molta somiglianza con gli uffici della chiesa. Di fatto, i cistercensi trattarono architettonicamente questa sala in modo simile a una chiesa. Nel refettorio dell'abbazia di Huerta si confermano le caratteristiche di altre mense cistercensi:
- Navata unica abbastanza alta.
- Volta a crociera ogivale.
- Mensole nei muri di inizio degli archi.
- La scala inglobata nel muro e il pulpito del lettore.
- Finestre nel muro dell'abside.
- illuminazione bianca.

### Altre sale

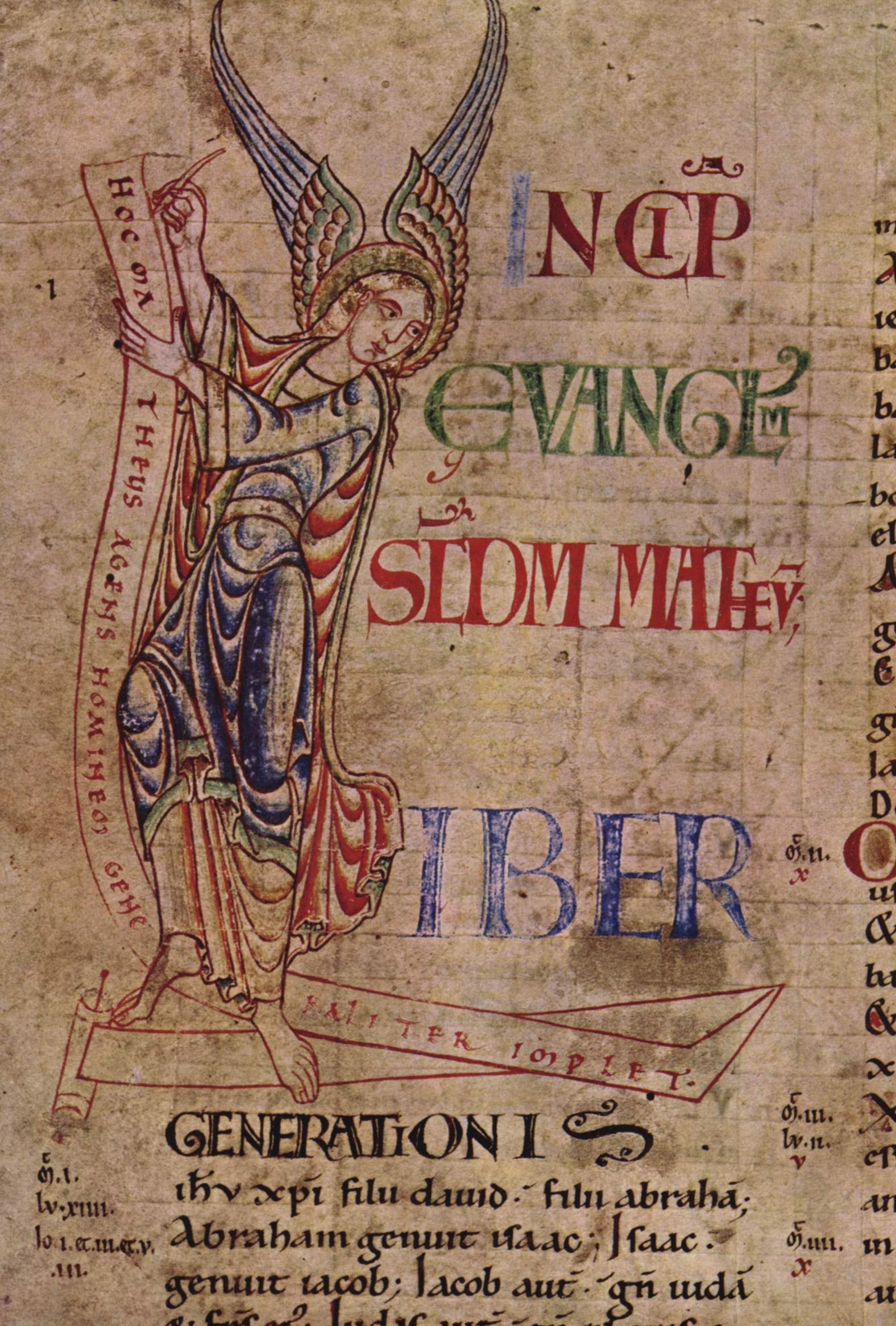
Foglio della Bibbia di Stefano Harding, corrisponde al primo periodo dei codici cistercensi

Dei restanti ambienti dei monaci, si deve mettere in risalto lo scriptorium. In esso, i monaci copiavano i libri sacri e altri testi latini. Siccome vi erano molte abbazie nuove necessitavano molti libri e la copia in codici di pergamena era una delle attività principali dei monaci. Si svilupparono tre stili nei codici cistercensi. Lo stile iniziale corrisponde alla Bibbia di Stefano Harding: era uno stile che ammetteva l'umorismo, coloristico ed esuberante. Lo stile intermedio, anch'esso ai tempi di Stefano Harding, fu più grave e idealizzato, corrisponde a I commentari sulla Bibbia di san Girolamo. Il terzo stile, imposto da Bernardo di Chiaravalle, corrisponde a La Grande Bibbia di Chiaravalle: era molto austero, non si poteva impiegare oro, né rappresentare figure e la scrittura era monocroma con iniziali azzurre. Il responsabile della cura dei libri del monastero era il monaco chiamato precentore e il luogo dove li custodivano era l'armarium, che stava nel chiostro accanto all'entrata della chiesa.
I conversi abitavano l'edificio ovest del chiostro, quasi simmetrico di quello dei monaci. Era anch'esso a due piani, in quello inferiore stava il loro refettorio e i magazzini, in quello superiore il loro dormitorio e le loro latrine. Nel monastero vi erano altri ambienti: la fucina, il mulino, l'infermeria, il calefattorio, la foresteria, la portineria, ecc. Fuori del monastero, le fattorie dei conversi erano gruppi di costruzioni per i lavori agricoli e industriali.
Tutti questi ambienti si costruivano con tecniche simili. È abituale trovare stanze allungate, con una fila di colonne nel centro e volte a crociera o a botte a tutto sesto, simili a quelle impiegate nella sala capitolare.

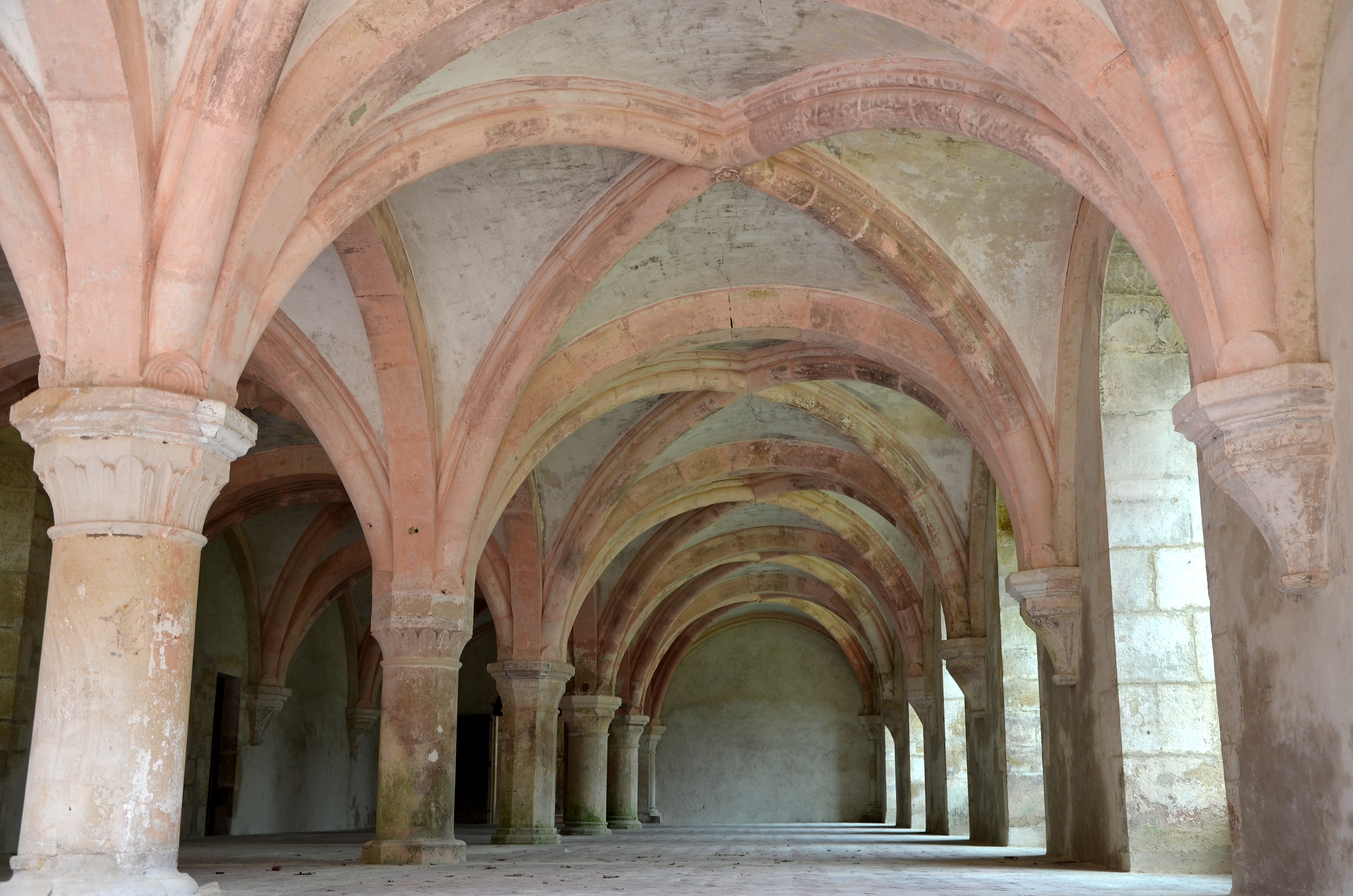
Scriptorium di Fontenay
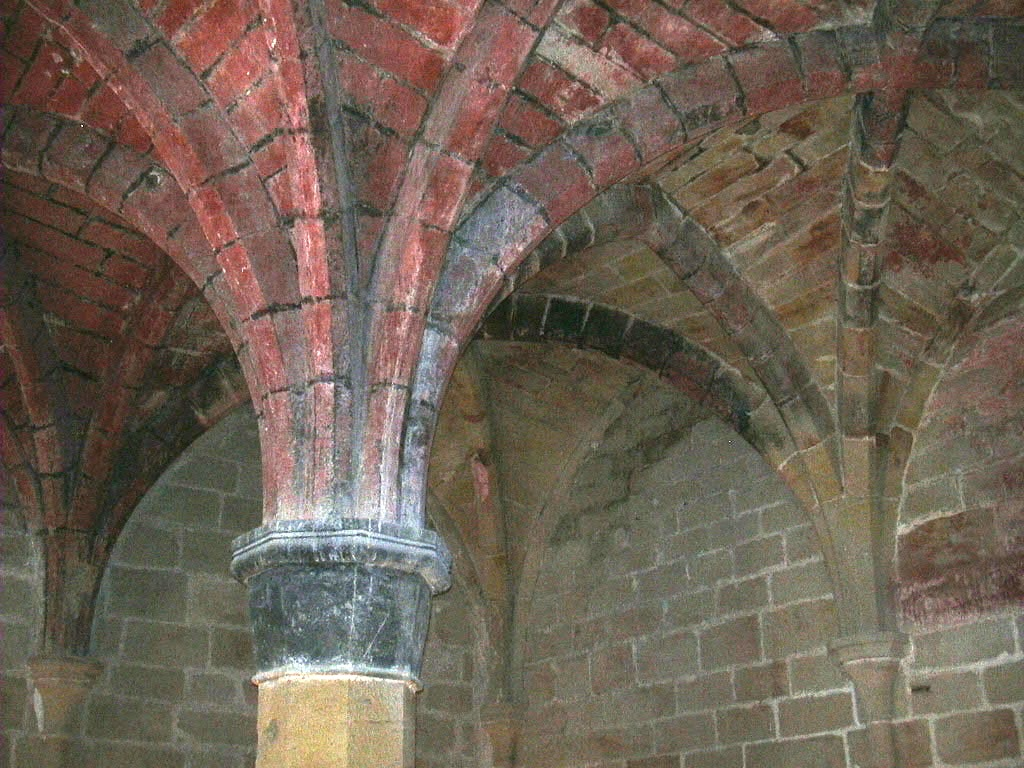
Scriptorium di Rueda
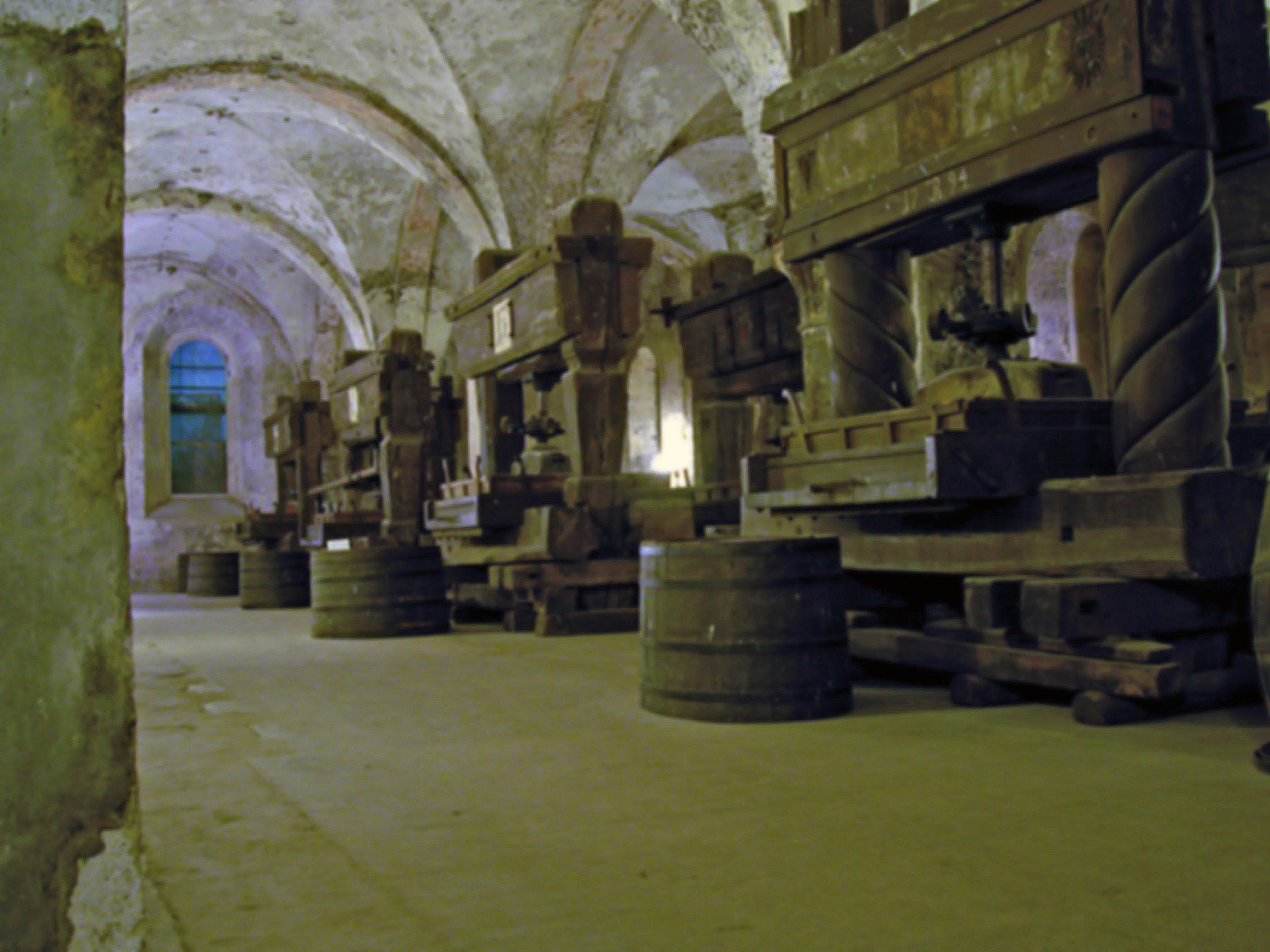
Torchi da vino di Eberbach

### L'esterno
Anche nell'architettura esterna prevale la semplicità. I cistercensi tenevano proibite le torri nelle chiese; era permesso un lanternone per le campane che sporgeva appena dalla copertura della navata. La mancanza di un elemento così significativo nell'architettura esterna di una chiesa causa stupore.
Un'altra delle caratteristiche di queste costruzioni, come negli edifici romanici, sono i contrafforti delle volte. Questi elementi esterni verticali si ripetono ritmicamente e dividono l'edificio in moduli uguali. Inoltre, come si è commentato precedentemente, le facciate delle chiese non le mettevano in risalto, giacché i monaci e i conversi entravano nella chiesa da porte interne. Tutti gli edifici dell'abbazia erano circondati da un muro, così come indicava la descrizione della Gerusalemme celeste dell'Apocalisse. Tuttavia, i cistercensi non adottarono le dodici porte che si menzionano nella città celeste.

Vedute esterne
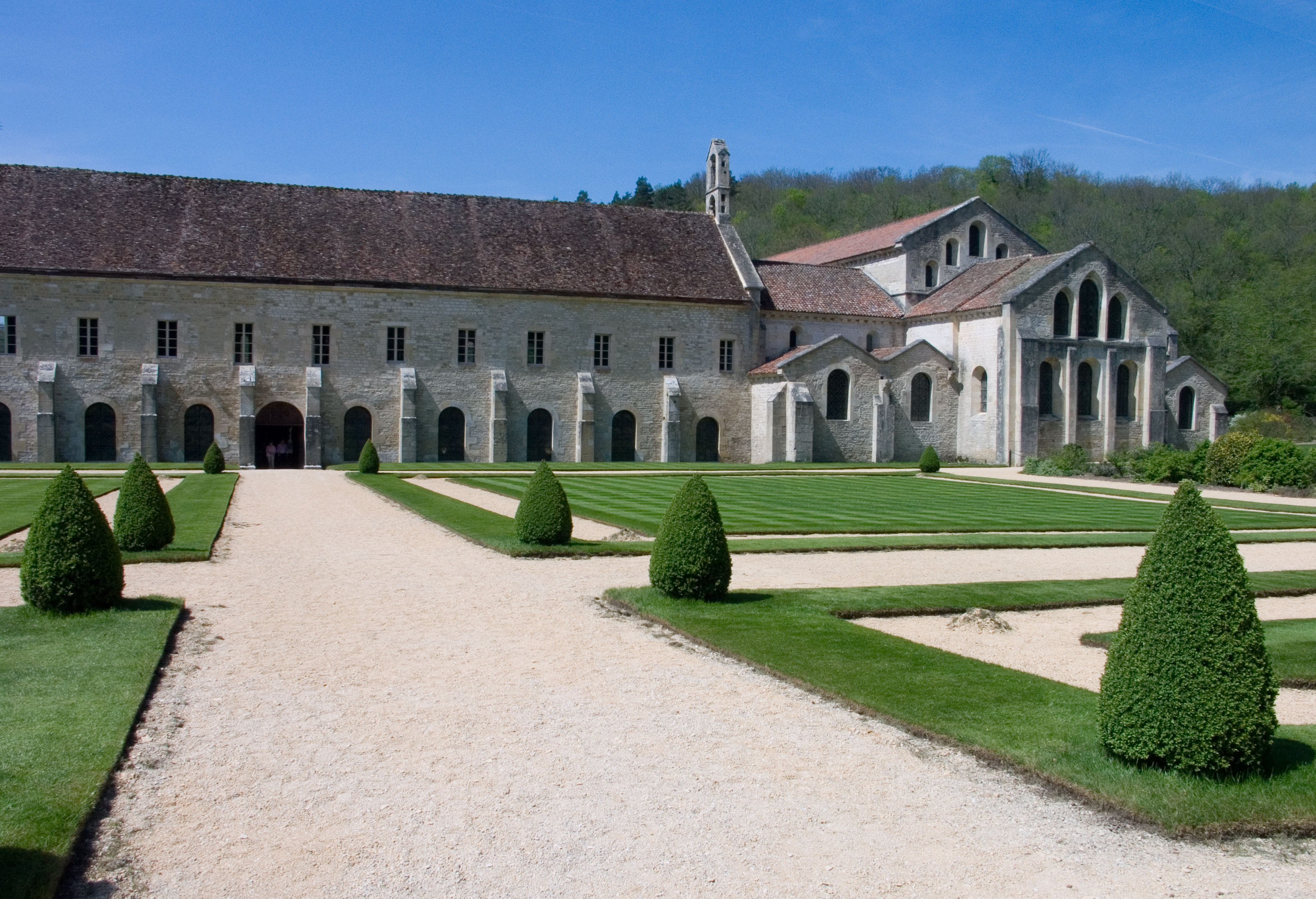
Fontenay
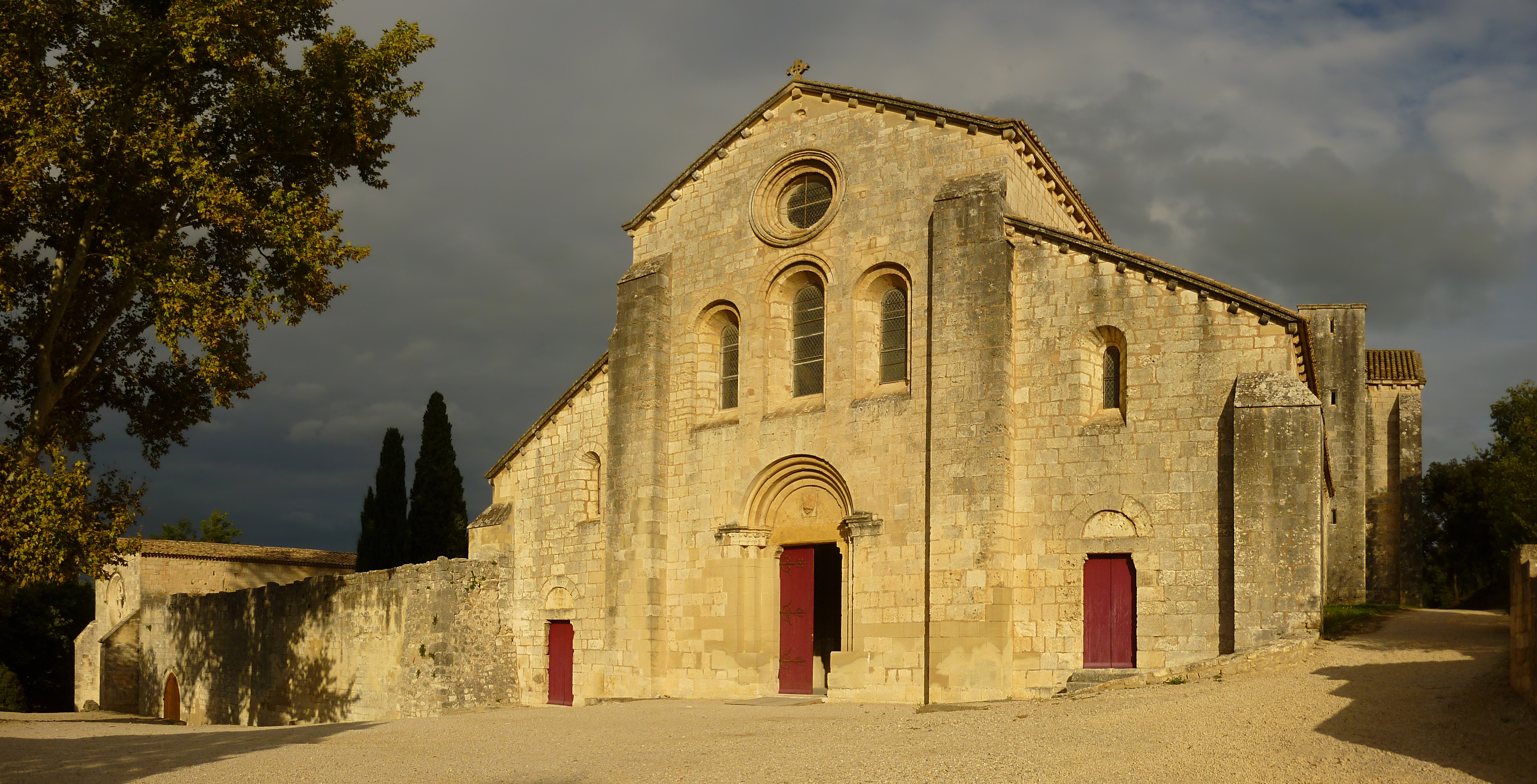
Silvacane
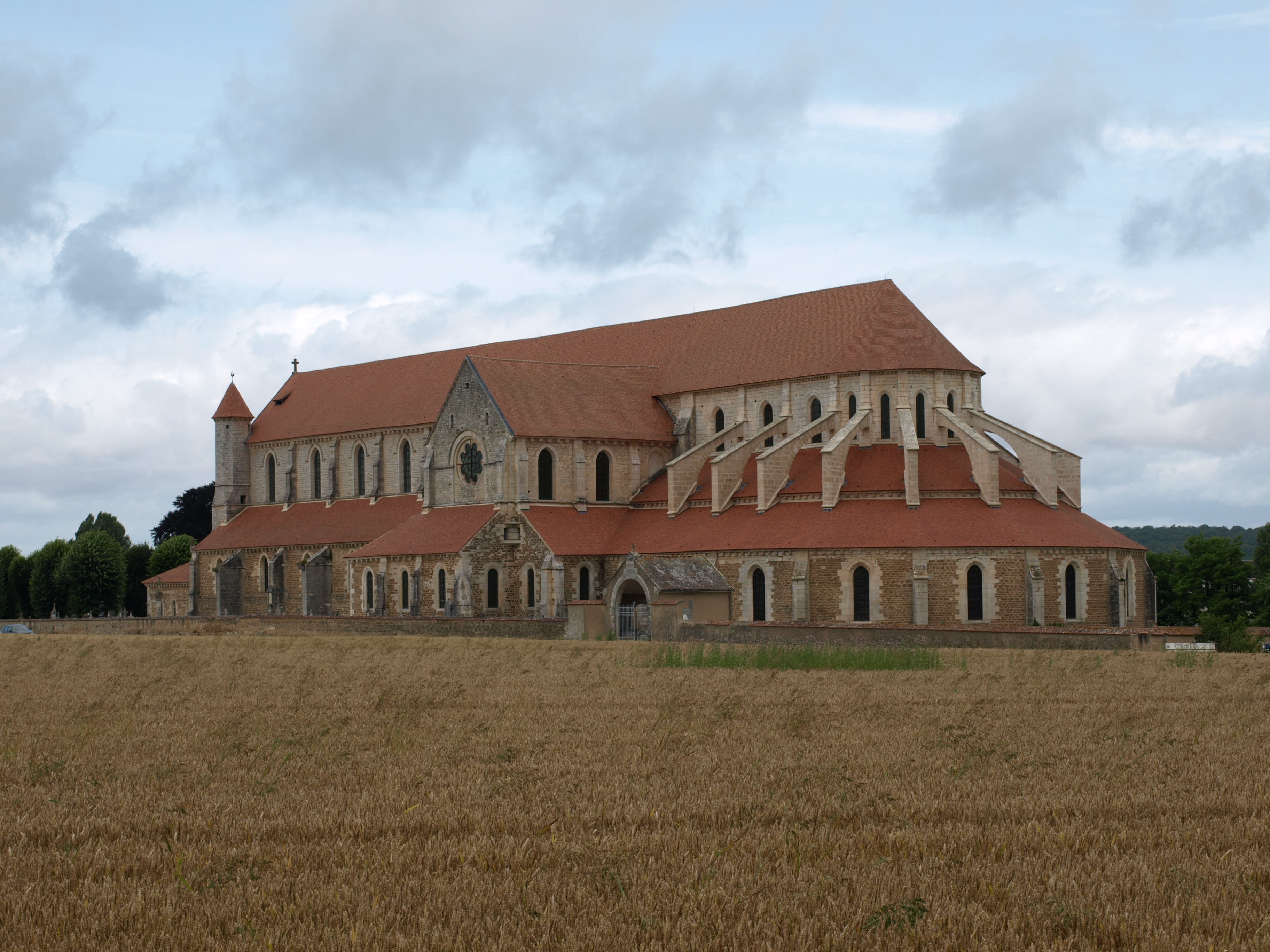
Pontigny
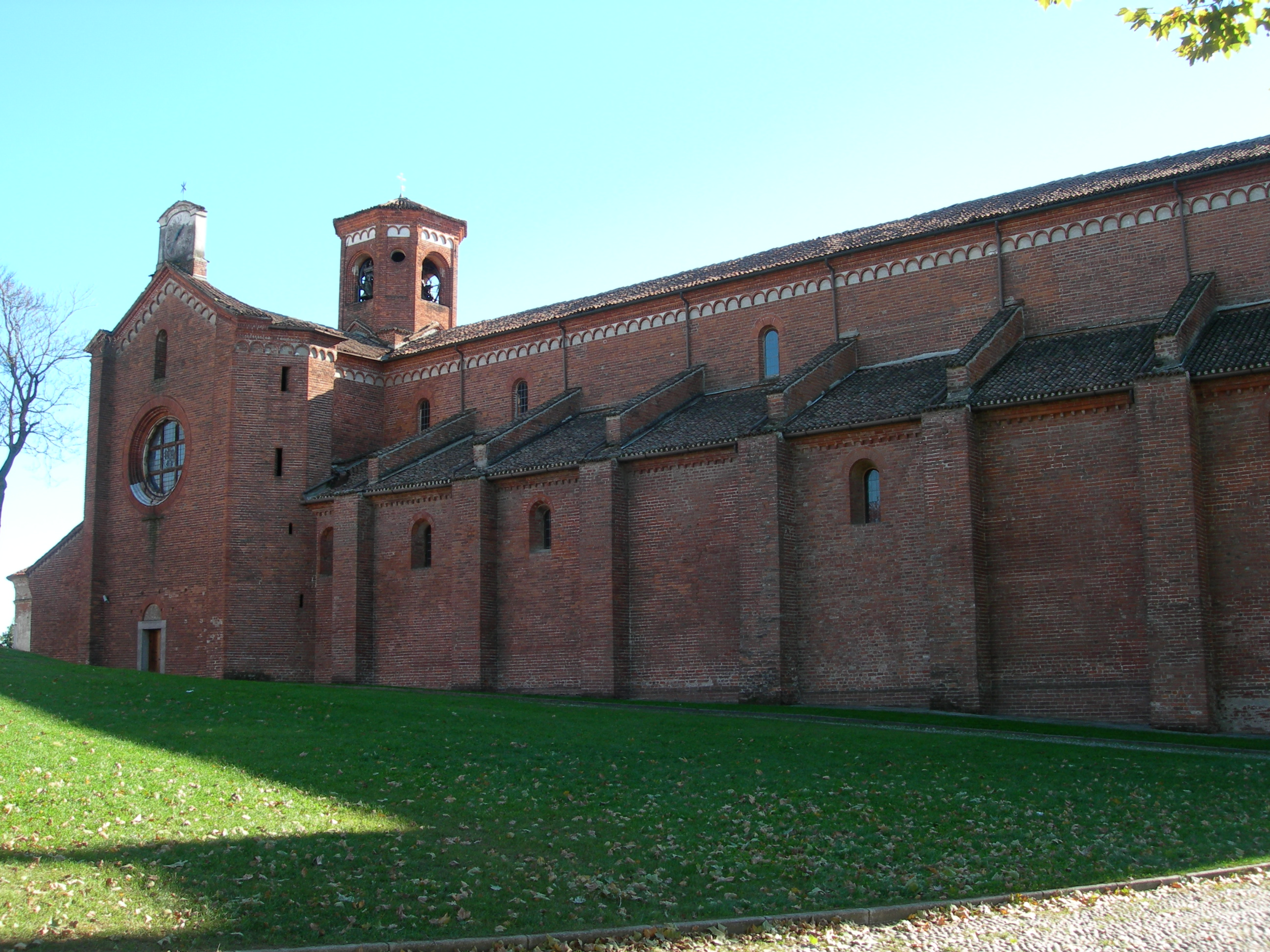
Morimondo

## Diffusione dell'arte cistercense

Massima espansione dell'ordine alla fine del XIII secolo

Ci riferiamo alle abbazie medievali che si costruirono durante il XII e il XIII secolo. Nel successivo XIV secolo, si sopravvisse solamente: la Guerra dei cent'anni, dal 1328 al 1453, devastò la campagna e le abbazie, mentre la peste nera distrusse un terzo della popolazione europea. A partire dal 1427 cominciò la decadenza dell'ordine con la frammentazione in Congregazioni nazionali, scomparendo la sua uniformità.
La fine del XIII secolo coincise con la massima diffusione dell'ordine, circa 700 abbazie. Da allora, le abbazie che si distruggevano erano molte 
di più di quelle che si fondavano. Così nel 1780, prima della Rivoluzione francese, ne erano state fondate in totale altre 54, tuttavia in questo tempo ne furono distrutte intorno a 350 per motivi diversi, rimanendone pertanto solo circa 400.
Da queste 700 abbazie distribuite per l'Europa alla fine del XIII secolo è necessario scorporare due gruppi numerosi con estetica non cistercense:
- Le intere congregazioni che si affiliavano all'Ordine cistercense, come l'Ordine di Savigny, che si incorporò con 29 abbazie. Vi sono anche casi di benedettini e cluniacensi.

- Le abbazie di donne che si univano all'Ordine cistercense a partire dal XIII secolo. Erano molto diffuse in Germania e nei Paesi Bassi e divennero centri di devozione della classe elevata. Molte di esse furono infatti fondate da regine. Pochissime di queste costruzioni si includono nel gruppo di quelle propriamente cistercensi.

Alla fine del XIII secolo, l'ordine era presente in tutti i paesi dell'Europa occidentale. La Francia, culla dell'Ordine cistercense, aveva il maggior numero con circa 244 abbazie. La seguivano l'Italia con 98, il Sacro Romano Impero con 71, l'Inghilterra con 65 e la Spagna con 57. Le restanti si distribuivano tra Paesi Bassi, Polonia, Svezia, Austria, Boemia, Ungheria, Portogallo e Irlanda.

### Abbazie cistercensi in Italia
- Abbazia di Santa Maria di Rivalta (Rivalta Scrivia, Alessandria)
- Abbazia di Casamari, (Veroli, Frosinone)
- Abbazia di Chiaravalle di Fiastra, (Tolentino, Macerata)
- Abbazia di Santa Maria Arabona, (Manoppello, Pescara)
- Abbazia di Chiaravalle, Chiaravalle (Milano)
- Abbazia di Fossanova, (Priverno, Latina)
- Abbazia di Morimondo (Morimondo, Milano)
- Abbazia di Nostra Signora di Paulis, (Ittiri, Sassari)
- Abbazia di Ripalta di Puglia, (Ripalta, Foggia)
- Abbazia di San Galgano, (Chiusdino, Siena)
- Abbazia di San Martino al Cimino, (San Martino al Cimino, Viterbo)
- Abbazia di Santa Maria della Matina, (San Marco Argentano, Cosenza)
- Abbazia di Staffarda, (Revello, Cuneo)
- Collegiata di Santa Maria Assunta, (Amaseno, Frosinone).
- Abbazia di San Pastore (Contigliano, Rieti)
- Abbazia di Santa Maria, (Follina, Treviso) patrimonio dell'ordine cistercense

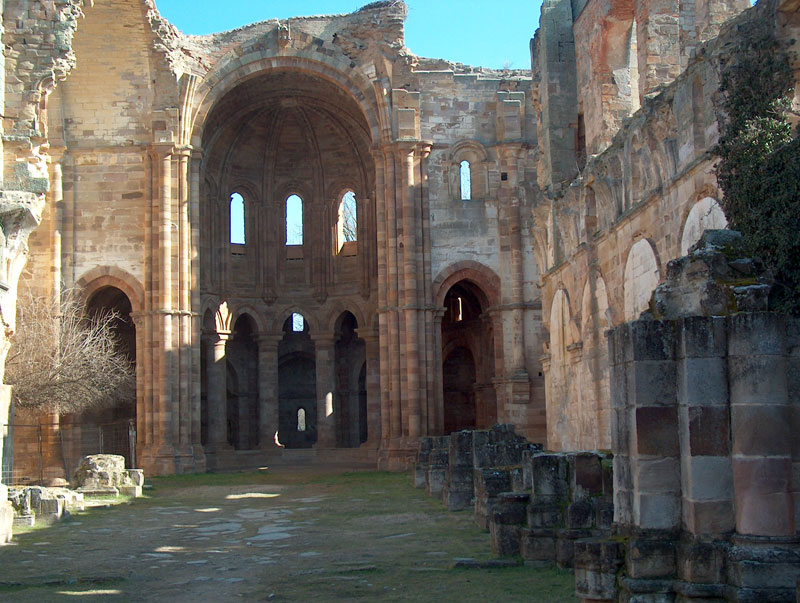
Rovine del Moreruela

Nel 1791, la Rivoluzione francese soppresse l'ordine e vendette i monasteri in Francia. La maggioranza dei paesi d'Europa imitò la misura francese. I compratori trasformarono i monasteri in cave per l'estrazione della pietra, fabbriche o magazzini. In generale, la maggioranza sono finite in rovina.
Si è conservato un numero rappresentativo di questi monasteri. La situazione attuale del patrimonio cistercense è la seguente:
- Francia: dopo la soppressione e la vendita del 1791, le abbazie passarono in mani private. Malgrado tutto, è il paese dove il patrimonio conservato è più ampio. I monasteri delle Alpi e dei Pirenei formano un complesso impressionante: Thoronet (molti specialisti la esaltano come il miglior complesso), Fontfroide, Silvacane e Sénanque. Anche Noirlac è un complesso molto completo. Naturalmente, a questi si aggiunge Fontenay del quale si è già parlato ampiamente.
- Spagna: la vendita dei beni religiosi si produsse con la legge del 1835, conosciuta con il nome di Desamortización de Mendizábal. Di ciò che si è conservato, i più conosciuti sono i monasteri di Poblet, Santes Creus, Vallbona dei Monaci, Valldigna, Rueda, Veruela e Piedra, nell'antica Corona d'Aragona, il Monastero di Oliva nel Regno di Navarra, così come il Monastero di Las Huelgas o quello di Huerta nel Regno di Castiglia.
- Italia: la soppressione dell'ordine e la vendita dei suoi beni fu legata alla Rivoluzione francese nel 1798, a processi rivoluzionari in varie repubbliche come quella della Repubblica Cisalpina del 1799 e a un editto di Napoleone nel 1818. La peculiarità delle abbazie italiane è che furono costruite in mattoni. Le più conosciute sono Morimondo, Casamari, Fossanova, S.Galgano e Chiaravalle della Colomba.
- Germania: la Riforma protestante di Lutero nel 1517 terminò con la soppressione dell'ordine cistercense e la vendita dei suoi beni. I casi che si sono salvati sono pochi: la chiesa di Otterberg, l'unica parte che resta dell'abbazia, è considerata tra le migliori dell'ordine cistercense. Maulbronn ha conservato la totalità dell'abbazia, incluse le officine e gli ambienti dei conversi, grazie alla sua trasformazione in seminario protestante.
- Inghilterra e Irlanda: la Riforma anglicana di Enrico VIII (1531) soppresse l'ordine. Restano solo rovine.
- Portogallo: la soppressione e vendita dell'ordine avvenne nel 1854. La più conosciuta è quella di Alcobaça, dichiarata Patrimonio dell'umanità dall'UNESCO.
- Austria, Polonia, Repubblica Ceca e Ungheria: non si menzionano qui i monasteri barocchi che furono costruiti nel XVIII secolo, poiché sono di stile differente da quello denominato cistercense.